# 格罗弗·克利夫兰
史蒂芬·格罗弗·克利夫兰（英語：Stephen Grover Cleveland，1837年3月18日—1908年6月24日），美国民主党籍政治家及律师，曾任第22、24任美国总统（1885-1889；1893-1897），在此前曾担任过纽约州州长、水牛城市长等职务。其為唐納·川普之前唯一一位达成两个非连续任期的美国总统，此紀錄維持了逾130年，同時亦曾连续3次在美国总统选举中获得多数普选票。
克利夫兰是亲商派波旁民主党（民主黨內保守派系）的领袖，故反对征收高额关税、自由铸造银币、通货膨胀、帝国主义以及对企业、农民和退伍军人提供补贴。对政治改革和财政保守主义的强烈批判立场使他成为美国保守主义思潮在这一时代的标志性人物。克利夫兰因其诚实、自强、正直，以及对古典自由主义原则的坚持而获得赞誉:8-12:4-5。他毫不留情地打击政治腐败、裙带关系和政党领袖对政治事务的插手。事实上，他身为改革者的威望是如此之高，以至于共和党中与其志趣相投的独立派在1884年总统大选中选择支持他而不是自己党派的候选人，使他首次赢得总统选举。往後他在1888年總統大選中取得較多普選票但在選舉人票失利而敗選下台，直到1892年總統大選勝選而回任總統。
克利夫兰的第二个总统任期开始后，美国受到1893年大恐慌的强烈冲击并出现严重经济衰退，然而总统无法扭转困境，这也导致民主党在1894年期中选举惨败，并且使民主党中主张土地所有权再分配、支持自由铸造银币的一派占据了上锋。这一局面引发的政治重组结束了第三党系，拉开了第四党系和进步时代的序幕。
克利夫兰敢于做出艰难的决策，并因此招致许多批评。1894年，他插手干预普尔曼大罢工，以求保持铁路运输畅通，此举不但激怒了全美的工会组织，还让伊利诺伊州的民主党人感到不满；他支持金本位、反对自由铸造银币的立场也导致与党派中支持自由铸造银币一派的疏远。:220-249此外，还有批评人士指责他缺乏远见、对第二任期內的全国性经济灾难——衰退和罢工——表现得不知所措:220-249。即便如此，经过困难重重的第二任期，他仍以有着诚信和品行良好的声誉着称。克利夫兰的传记作者艾伦·内文斯写道：“格罗夫·克利夫兰的伟大之处较为典型，并没有什么不同寻常的特质。其他普通民众通常不会有的那些秉赋，在他身上也没有。他诚实、勇敢、坚定、独立，并且拥有足够的常识，但是他对这些品格的坚持程度是他人所不及的。”:4。
克利夫兰曾于1896年在纽约接见访美的中国清朝高官李鸿章，是李鸿章亲自会面过的两位美国总统之一，另一位是尤利西斯·格兰特。

## 早年生活

### 童年和家族历史

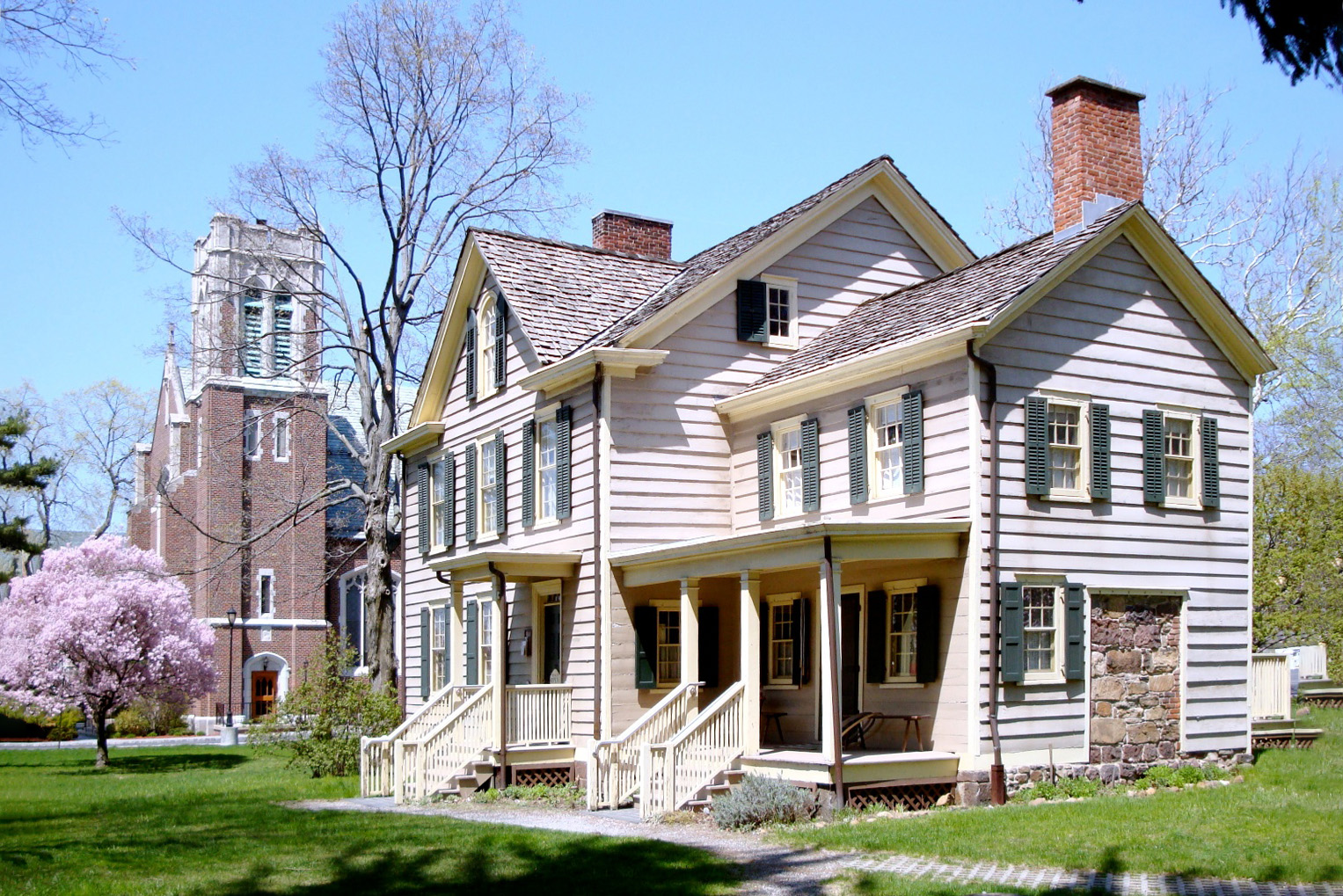
考德威尔长老会牧师公馆，格罗弗·克利夫兰出生的地方

史蒂芬·格罗弗·克利夫兰于1837年3月18日在新泽西州艾塞克斯县的考德威尔（Caldwell）出生，父母分别叫理查德·法利·克利夫兰（Richard Falley Cleveland）和安·尼尔·克利夫兰（Ann Neal Cleveland）:8-10。理查德是位来自康涅狄格州的长老宗牧师:8-10:3-4，安则来自巴尔的摩，是位书商的女儿:3-4。理查德的祖上是英国人，1635年，第一位姓克利夫兰的英国移民从英格兰东北部来到马萨诸塞州:6。安是盎格鲁-爱尔兰新教徒和来自费城的德裔贵格会信徒后代:9。俄亥俄州城市克里夫兰的建立者摩西·克里夫兰（Moses Cleaveland）是史蒂芬的远亲:7。
史蒂芬有8个兄弟姐妹，他的名字是为了纪念考德威尔第一长老教会的第一位牧师，理查德这时也是该教会的牧师，成年后，史蒂芬逐渐以中间名“格罗弗”为人所知:10:3。1841年，克利夫兰一家迁居纽约州奥农达加县费耶特维尔，史蒂芬的大部分童年时代都是在这里度过:11:8-9。据邻里之后的描述，史蒂芬那时“充满乐趣，而且很喜欢恶作剧”:11，同时他还酷爱户外运动:17。1850年，理查德成为奥奈达县克林顿（Clinton）的牧师，全家为此再度迁居:17-19。父亲对传教工作非常敬业，但收入水平对这个大家庭来说仍显不足。由于家境窘迫，史蒂芬不得不从学校退学，到费耶特维尔学习经商，开始为期两年的学徒期。这段学习时间不长，并且生活环境相当严峻，但史蒂芬还是学到了宝贵的经验；学徒期满后，他回到了克林顿:14。由于克林顿的牧师工作过于繁重，理查德于1853年接受指派前往由提卡附近的霍兰帕腾特（Holland Patent），全家再度迁居:21，理查德在此后不久后逝世:21。

### 教育、迁居西部

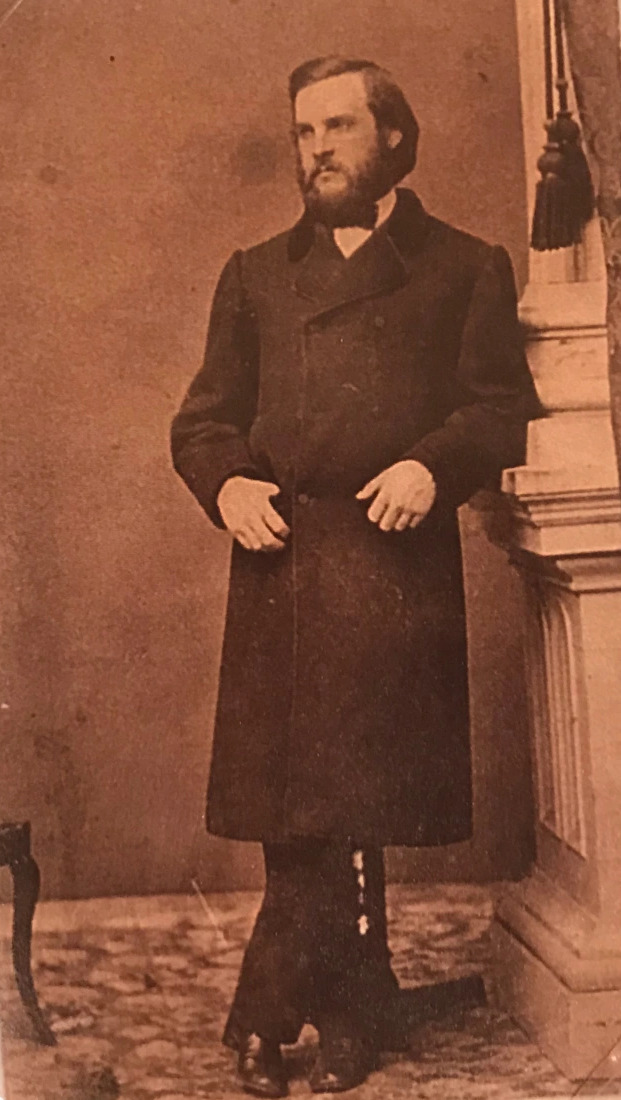
格罗夫·克利夫兰早期的照片，拍摄日期不明

克利夫兰在费耶特维尔学院和克林顿自由学院上小学:19:18-19，父亲于1853年去世后，他再次退学来攒钱补贴家用。这年晚些时候，他的哥哥威廉获聘成为纽约市盲人学院的教师，还为格罗弗找到一份助教的工作。1854年末，格罗弗返回霍兰帕腾特，教会的一位长老表示，只要他承诺毕业后从事牧师工作，教会愿意承担他的大学费用。格罗弗谢绝了这一提议，并在1855年决定西迁:23-27。他的第一站是水牛城，叔叔路易斯·艾伦（Lewis W. Allen）给了他一份文职工作:27-33。艾伦在水牛城很有影响力，他把自己的侄子介绍给当地的很多要人，其中包括罗杰斯、布朗和罗杰斯律师事务所的合伙人:31-36。克利夫兰之后在这家律师事务所见习，开始学习法律，于1859年通过考试获得律师从业资格:14。

### 早年事业和美国内战
克利夫兰在罗杰斯律师事务所工作了3年，然后辞职开办了自己的律师事务所:14-15。1863年1月，他获指派为伊利县的助理地区检察官:46:15。随着南北战争如火如荼地展开，国会通过了《1863年征兵法》，要求身强力壮的男性在国家需要时服兵役，不然就要雇请他人代替:14。克利夫兰选择花150美元聘请32岁的波兰移民乔治·贝宁斯基（George Benninsky）代替自己服兵役，后者也在战争中存活下来:51-52:14。身为律师，克利夫兰以专心致志和辛勤工作闻名:52-53。1866年，他成功地为部分芬尼亚突袭的参与者辩护，使他们免于受到刑事处罚:54。1868年，克利夫兰因成功地为被控诽谤的水牛城《商业广告人》（Commercial Advertiser）辩护而引起了同行业人士的注意:54-55。这段时间里，他仍然过着简朴的生活，住在普通的寄宿公寓里，用自己逐渐增多的收入为母亲和妹妹的生活提供支持:55-56。虽然自己家里较为简樸，但克利夫兰仍然积极参与社交，在酒店大堂和西式沙龙中随和地与他人交往:56。不过，他对叔叔一家人所處的水牛城上流社会总是避而远之:26。

## 纽约州的政治生涯

### 伊利县警长

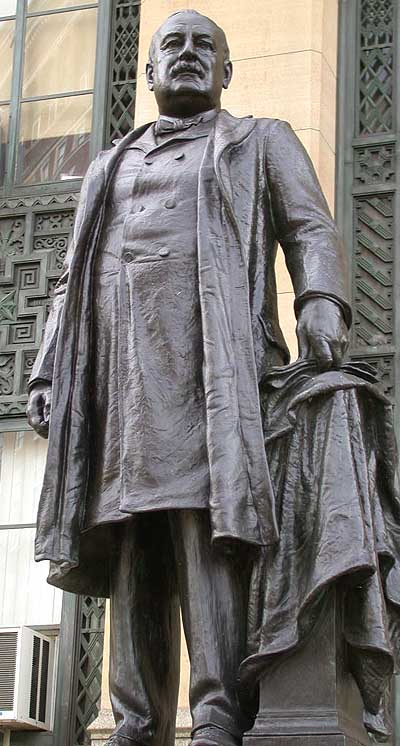
水牛城市政厅外格罗弗·克利夫兰的雕像

从刚进入政坛时起，克利夫兰就是民主党人:44-45，他对包括约翰·弗里蒙特和亚伯拉罕·林肯在内的共和党人感到厌恶，罗杰斯律师事务所中的领导人也都是铁杆民主党人:32。1865年，他竞选地区检察官，以微弱劣势不敌自己的朋友兼室友，共和党候选人莱曼·贝斯（Lyman K. Bass）:52-53。1870年，在朋友奥斯卡·福尔松（Oscar Folsom）的帮助下，他获得了伊利县警长一职的民主党提名:58，并于1871年1月1日在选举中以303票的优势当选，这时他还只有33岁:33。新的工作让他无法再担任律师，但收入仍然相当可观：据称，这两年的任期里他的薪金高达4万美元（1871年的4万美元，相当于2025年的100萬美元）:58。
克利夫兰担任警长的表现平淡无奇，传记作家雷克斯福德·特格韦尔形容他任职的这段时期在政治上纯粹是浪费时间。克利夫兰担任警长时知道警长办公室存在贪污行为，但选择不采取任何行动:36。1872年9月6日是帕特里克·莫里西（Patrick Morrissey）的死刑执行日期，此人被判谋杀亲母罪名成立:34:61-62。身为警长，克利夫兰有责任亲自执行死刑，或是付给副警长10美元来执行:34:61-62。克利夫兰对绞刑持保留态度，但他还是亲自执行了这次死刑:34:61-62，1873年2月14日，他又绞死了另一个杀人犯约翰·加夫尼（John Gaffney）。
警长任期结束后，克利夫兰继续从事法律工作，与两位朋友莱曼·贝斯和威尔逊·比塞尔（Wilson S. Bissell）一起开办律师事务所:36:64。贝斯于1873年当选国会议员，所以没有在事务所中投入多少时间，但克利夫兰和比塞尔很快就成为水牛城法律业界的头面人物:66-71。到这个时候，克利夫兰的政治事业一直受到尊重，但总体上表现平常。正如传记作家艾伦·内文斯所写的那样：“1881年3月4日时，可能全国上下没有任何人会想到，水牛城这位经验简单有限、工作努力的律师会在4年后站到华盛顿，宣誓就职成为美国总统”:78。
这段时间里，克利夫兰与一位名叫玛丽亚·克罗夫特·哈尔平（Maria Crofts Halpin）的寡妇开始了短暂的交往，之后还供给她和这一时期出生一个孩子的生活所需。此事在他之后第一次竞选总统期间引起了很大的注意。:41

### 水牛城市长
19世纪70年代，水牛城的市政府已经变得越来越腐败，民主党和共和党政治机器合作瓜分各个公职:42-45:79:18-19:24。1881年，共和党的提名人选更是声名狼籍，民主党人决定把握机会，提名一位名声更好的候选人，争取心怀不满的共和党选民支持:79-80:18-19:24。政党领导人接洽了克利夫兰，后者表示只要党派提名的其他人选符合他的喜好，自己就愿意出马竞选水牛城市长:80-81。民主党的提名人选中排除了多位臭名昭著的政治家，于是克利夫兰接受了党派提名:80-81，最终他以15120票战胜得票11528的对手米尔顿·毕比（Milton C. Beebe），于1882年1月2日就职:83。
克利夫兰的市长任期主要是在与党派机器的既得利益对抗:46-50:19。他否决了普通议会通过的街道清洁法案:84-86，因为这一街道清洁合约看起来是公开招标的，但是议会却因投标人的政治关系选择了要价最高的投标人，其要价高达42.2万美元，而最低度的投标人开价还不到10万美元:84-86。虽然这种跨党派的裙带关系在水牛城已是行有时日、相安无事，但新市长克利夫兰拒绝妥协，他在否决附言上毫不留情地写道：“我认为这是对人民利益最明目张胆、最放肆、最厚颜无耻的背叛，与挥霍公款相比也有过之而无不及”:85。议会于是改变了立场，将合约交给了要价最低的投标人:86。克利夫兰还要求州议会组建委员会，为改善水牛城排水系统制订方案，希望与之前当地提出的方案相比能够大幅降低成本，这一要求也得到采纳:58。这些做法与其他保障公众资金安全之举一起，让克利夫兰身为愿意清除政府腐败领导人的声誉得以在伊利县以外广为传颂:50-51:94-95。

### 纽约州州长

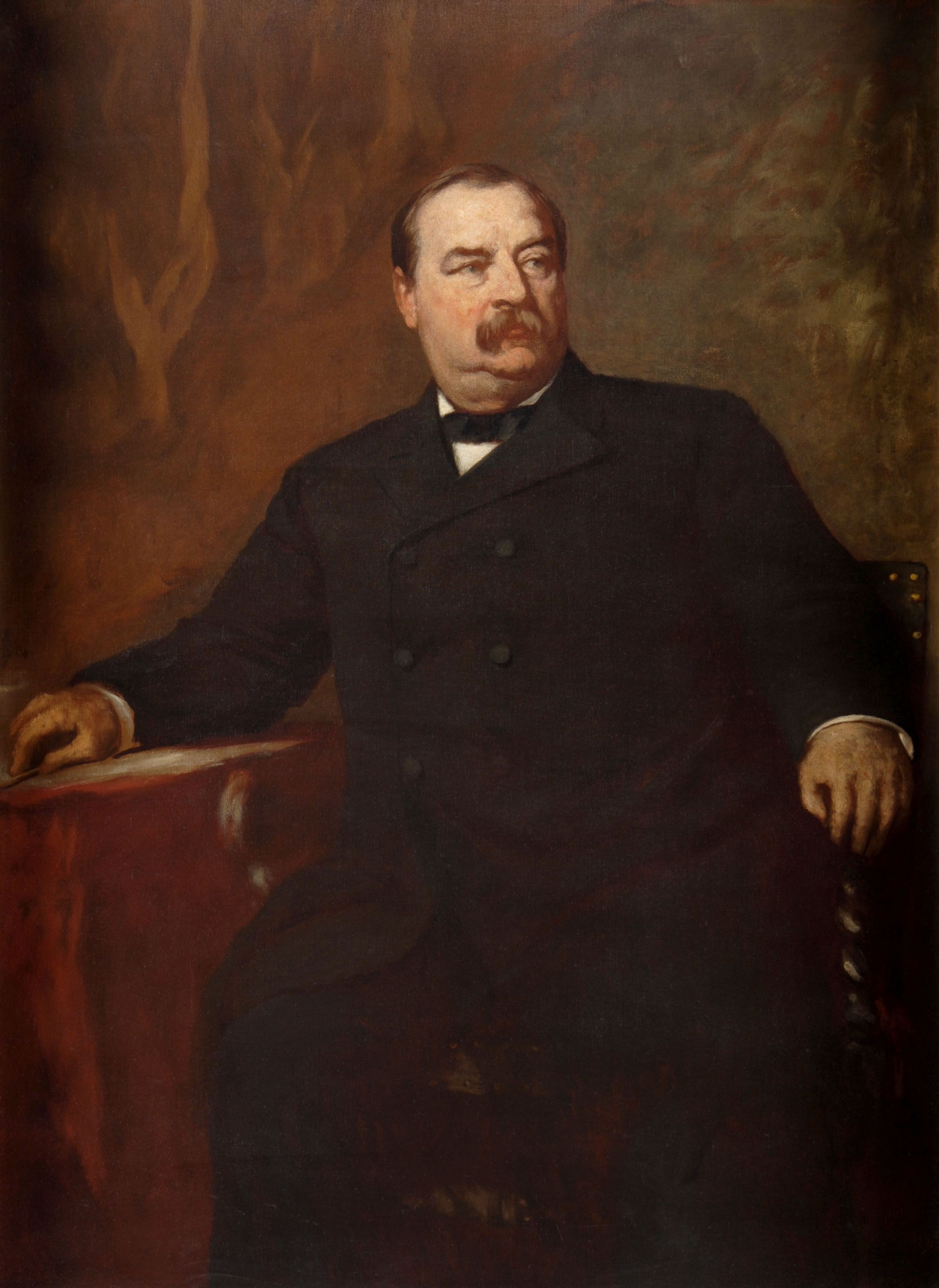
格罗弗·克利夫兰的州长肖像

纽约州民主党官员开始考量让克利夫兰竞选州长的可能性:94-99:26-27。丹尼尔·曼宁是位景仰克利夫兰的民主党内线人士，他在让克利夫兰成为候选人上发挥了重要作用:68-70。1882年，纽约州的共和党处于四分五裂的状态，民主党拥有优势，有多位人选竞争党派提名:94-99:26-27。民主党候选人中处出领先地位的两人分别是罗斯威尔·弗洛沃（Roswell P. Flower）和亨利·华纳·斯洛克姆（Henry W. Slocum）。双方的派系僵持不下，提名大会上无法就人选达成一致:101-103:26。克利夫兰在首轮投票中排名第三，接下来他因成为折衷人选而获得了大部分人的支持:103-104。共和党仍然处于分裂，克利夫兰在普选中以53万5318票轻取得票34万2464的共和党对手查尔斯·J·福尔杰:105。这一优势当时创下纽约州选举的新纪录，民主党人也在纽约州议会两院中都赢得了多数席位:28。
克利夫兰上任后的前两个月里就8次对立法部门的法案行使否决权:35，这其中第一个引起公众注意的是他否决了一项将纽约高架列车票价降至5美分的法案:35-36。该法案受到广泛支持，因为经营列车运营的老板杰伊·古尔德（Jay Gould）很不受欢迎，他上涨票价的做法也受到广泛谴责:114-116。克利夫兰认为这条法案有欠公正，古尔德是在铁路经营失败的情况下接管的，他让列车运营重新焕发出生机:116-117。此外，克利夫兰还认为通过法案来干预定价之举有违联邦宪法的契约条款:116-117。虽然法案一开始很得民心，但报纸还是赞扬了克利夫兰的否决:116-117。当时的纽约州众议员西奥多·罗斯福曾勉强投票支持其他惩罚铁路资本家的法案:117-118，但在克利夫兰行使否决权后，罗斯福像其他许多议员一样改变了立场，州议会也就没有再次通过法案来推翻州长的否决:117-118。
克利夫兰勇于对抗政治腐败之举为他赢得了普遍赞誉，但也招来纽约很有影响的坦慕尼协会的敌意:125-126。在約翰·凱利的领导下，坦慕尼协会之前就不赞成提名克利夫兰竞选州长，特别是在克利夫兰公开反对并阻止该组织的指定人选托马斯·格雷迪（Thomas F. Grady）连任州参议员后，这种敌意又进一步增强了:77。克利夫兰还坚决反对该协会的提名人选，并且反对那些坦慕尼协会通过交易决策通过的法案:73。虽然失去了坦慕尼协会的支持，但克利夫兰得到了包括西奥多·罗斯福在内许多有改革意识的共和党人支持，在他们的帮助下，克利夫兰任内通过了多个法案，对市政进行改革:138-140。

## 1884年大选

### 提名
共和党在芝加哥召开提名大会，经过四轮投票后提名来自缅因州的前联邦众议院议长詹姆斯·G·布莱恩为总统候选人。许多共和党人认为布莱恩野心勃勃，并且道德上有所欠缺，所以这一提名疏远了许多党内人士:96-97:185-186。共和党中分裂出的独立派和康克林派都使党派实力严重削弱:88，民主党领袖认为，只要能找到合适的候选人，这可能会是他们从1856年以来首次得以战胜共和党人入主白宫的重要机遇:185-186。

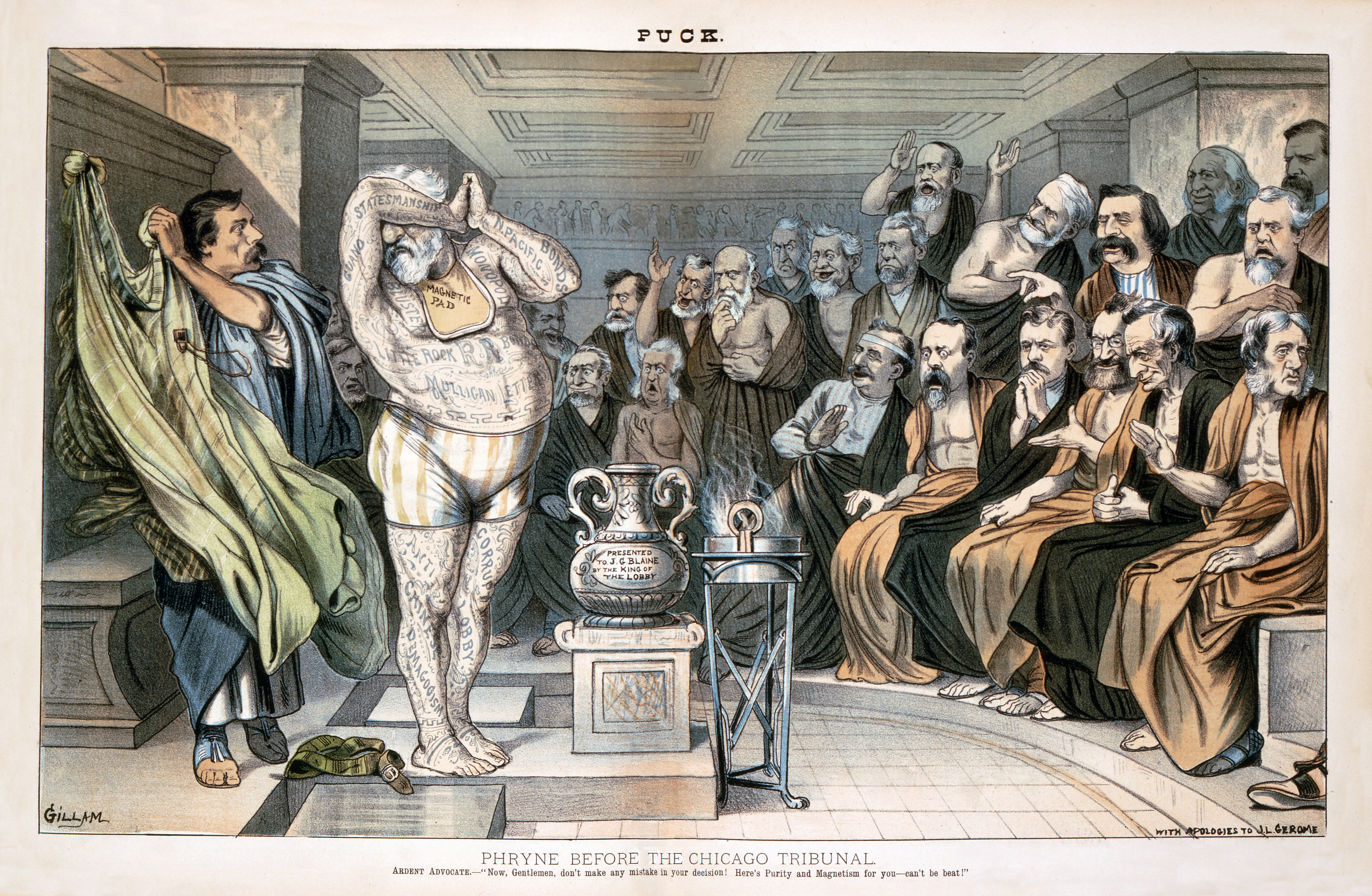
反对布莱恩的漫画，将他描述成一个全身刺满纹身的人，并且这些纹身都是不可磨灭的丑闻。

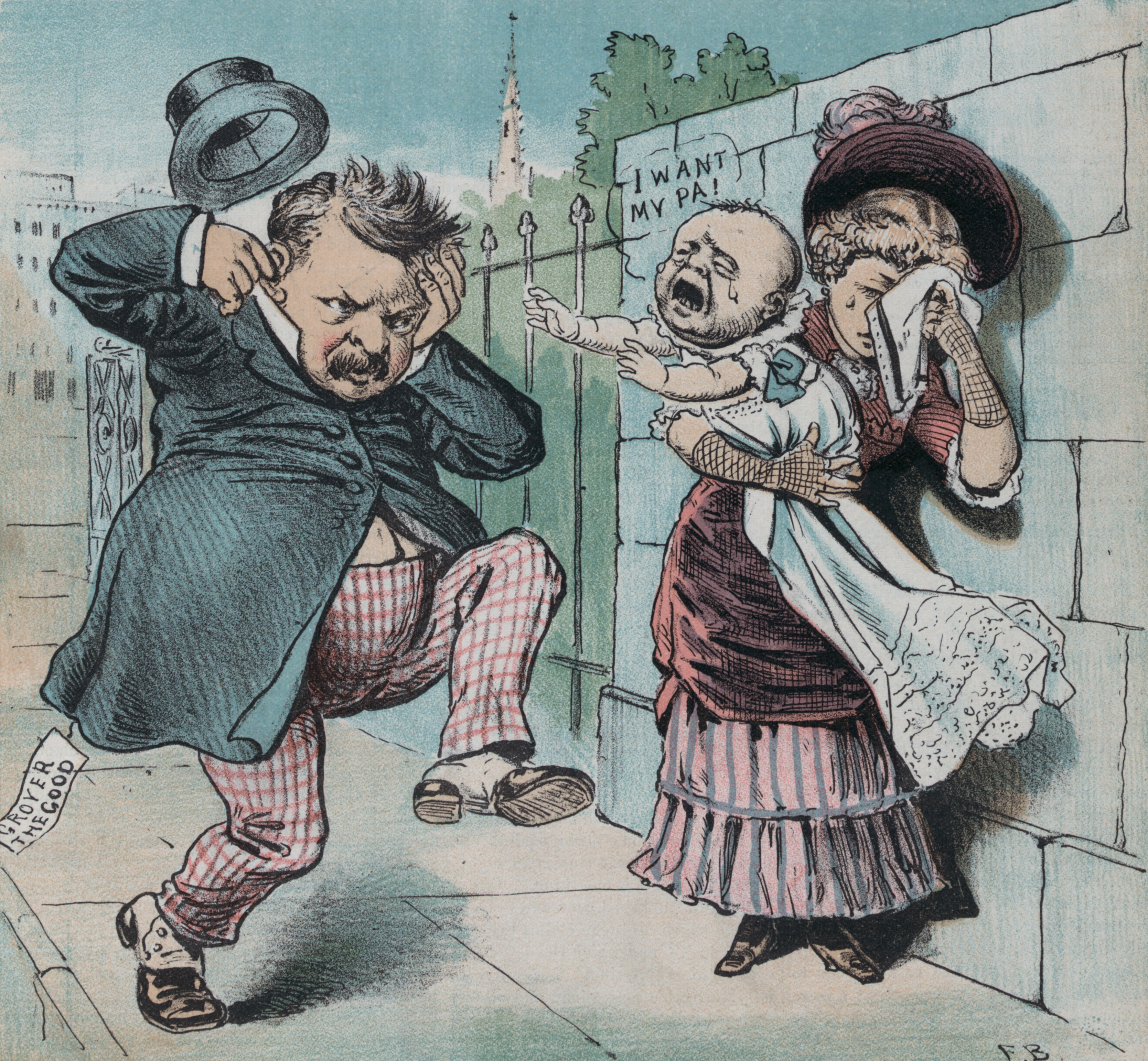
反对克利夫兰的漫画，讽刺他和哈尔平的关系

塞缪尔·蒂尔登起初是民主党的领跑人选，他曾是该党在1876年大选中的候选人:146-147。蒂尔登因身体状况欠佳而谢绝了提名，他的支持者们于是转向支持其他多位人选:146-147。克利夫兰在早期拥有一定优势，特拉华州的托马斯·F·贝亚德、俄亥俄州的艾伦·瑟曼（Allen G. Thurman）、艾奥瓦州的塞缪尔·弗里曼·米勒（Samuel Freeman Miller）和马萨诸塞州的本杰明·巴特勒（Benjamin Butler）都拥有相当数量的追随着，此外还有多个州拥有自己的候选人:146-147。
每位候选人都存在一些不利于获得提名的因素，例如贝亚德曾在1861年鼓吹国家分裂，所以北方人无法接受他；巴特勒则因自己在内战期间的言行受到整个南部的唾骂；瑟曼虽然受到普遍欢迎，但因年势已高而导致身体状况欠佳，并且他对于银本位的态度尚不明确:147。克利夫兰虽然也存在坦慕尼协会这样的反对者，但该组织名声不佳，反倒让克利夫兰有了更多的支持者:152-153:51-53。克利夫兰在首轮投票中就处于领先，全部820票中获得了392票:153。到了第二轮投票时，坦慕尼协会改为支持巴特勒，但其他许多代表则支持了克利夫兰，让他成功赢得提名:154:53-54。印第安纳州的托马斯·A·亨德里克斯则成为他的竞选搭档:154。

### 竞选
政治腐败是1884年大选的核心问题；实际上，布莱恩的从政生涯中就涉足了多起可疑的交易:80。事实证明，克利夫兰反对腐败的声誉是民主党赢得大选的关键。威廉·哈德森（William C. Hudson）为克利兰夫的竞选设计了这样的口号：“公职就是公众的信任”:84。有心改革的独立派共和党人谴责布莱恩的腐败，纷纷倒戈支持克利夫兰:156-159:55。对于卡尔·舒尔茨（Carl Schurz）和亨利·沃德·比彻（Henry Ward Beecher）这样的共和党独立派人士来说，道德品质比党派忠诚更加重要，他们相信克利夫兰会热心推进公职体制改革，为提高政府办事效率不懈努力:156-159:55。就在民主党赢得共和党独立派支持的同时，他们也失去了一些蓝领工人的支持，这部分选民支持的是前民主党人本杰明·巴特勒领导的美钞党:187-188。总体而言，克利夫兰恪守先例，尽量减少到全国各地竞选旅行和演说的行程，而布莱恩则成为最早打破这一传统的候选人之一:93。
竞选主要关注的是候选人的个人品格，每位候选人的支持者都有中伤他们的对手。克利夫兰的支持者旧事重提，指责布莱恩曾通过腐败手段对议会施加影响，令其决定对小石城和史密斯堡铁路和聯合太平洋鐵路有利，之后再将自己拥有的两家公司债券出售来获利:159-162:59-60。虽然布莱恩偏爱铁路公司的故事早在8年前就开始流传，但这次人们又发现了布莱恩的信件，使他之前的否认可信度大打折扣:159-162:59-60。布莱恩还在部分信件中写下了“烧掉这封信”的字样，这给了民主党人有力的武器，他们在集会上振臂高呼：“布莱恩、布莱恩、詹姆斯··布莱恩，缅因州来的大骗子，‘烧掉这封信’！”:111:177:59:34
为了淡化自己过去带来的不利影响，布莱恩依靠坦慕尼协会和其他人来对克利夫兰道德上的优越形象加以反击:88。共和党人得到一位名叫乔治·博尔（George H. Ball）的投机传教士帮助，指称克利夫兰在水牛城做律师时有个私生子，他们高喊的口号是：“妈，妈，爸爸在哪儿？”:90面对这逐渐涌现的丑闻，克利夫兰立即指示自己的支持者：“最重要的，（就是）说出真相。”他承认自己1874年时曾为玛丽亚·克罗夫特·哈尔平的孩子支付抚养费，这位寡妇还声称克利夫兰就是孩子的父亲，并给孩子起名叫奥斯卡·福尔松·克利夫兰。哈尔平当时有与多位男子保持关系，克利夫兰的朋友兼律师事务所合伙人奥斯卡·福尔松也是其中之一，哈尔平的孩子就是以他来命名。克利夫兰并不知道孩子的父亲是谁，人们相信，他是因自己是所有男人中唯一的单身汉而主动承担了相应责任:91-92。1884年大选前不久，多家共和党报纸发表了哈尔平的宣誓书，她在其中声称，认识克利夫兰前，她的“生活（都）是纯洁无暇的”，并且“对我们孩子的血缘关系自始至终都是毫无疑问的，无论是格罗弗·克利夫兰还是他的朋友，如果是想要通过给孩子起名为奥斯卡·福尔松来否认这种关系，那么这种企图都无疑是可耻而虚假的”。

1884年大选结果，红色部分为共和党胜出，蓝色部分为民主党获胜

两位候选人都相信，纽约州、新泽西州、印第安纳州和康涅狄格州会是选举决胜的关键州:33。纽约州的坦慕尼协会民主党人经过一段时间的摇摆后决定，支持共和党人对他们没有任何价值，所以还是支持民主党人，或许多多少少还能得到一些好处:170-171。布莱恩本期望自己能够从愛爾蘭裔美國人中获得比大部分共和党候选人都要多的支持，虽然爱尔兰裔在19世纪时主要是民主党选民，但布莱恩的母亲是爱尔兰裔天主教徒，并且他在担任国务卿期间还一直支持爱尔兰土地联盟:170。爱尔兰裔在3个搖擺州的规模都相当可观，他们起初的确倾向于支持布莱恩，但是，共和党人塞缪尔·伯查德（Samuel D. Burchard）在竞选接近尾声时发表了一场对民主党来说举足轻重的演说，伯查德谴责民主党是个由“朗姆酒（鬼）、罗马派（天主教徒）和叛乱（分子）”组成的政党:181-184。大选前夜，民主党人将这些话加以传播，指责共和党对天主教徒缺乏必要的尊重。他们还指称布莱恩出席了一场有许多纽约最富有阶层人士在场的宴会:94-95。
选举结果，克利夫兰以微弱优势赢得全部4个摇摆州，其中纽约州的胜出幅度仅有1200票。普选票总数方面，克利夫兰的优势仅有0.25个百分点，选举人票上差距略大，克利夫兰以219票战胜182票的布莱恩。选举结果出炉后，克利夫兰的支持者对“妈，妈……”这样的攻击给出了经典的反击：“前去白宫。哈！哈！哈！”:64

## 1885至1889年：第一个总统任期

### 改革

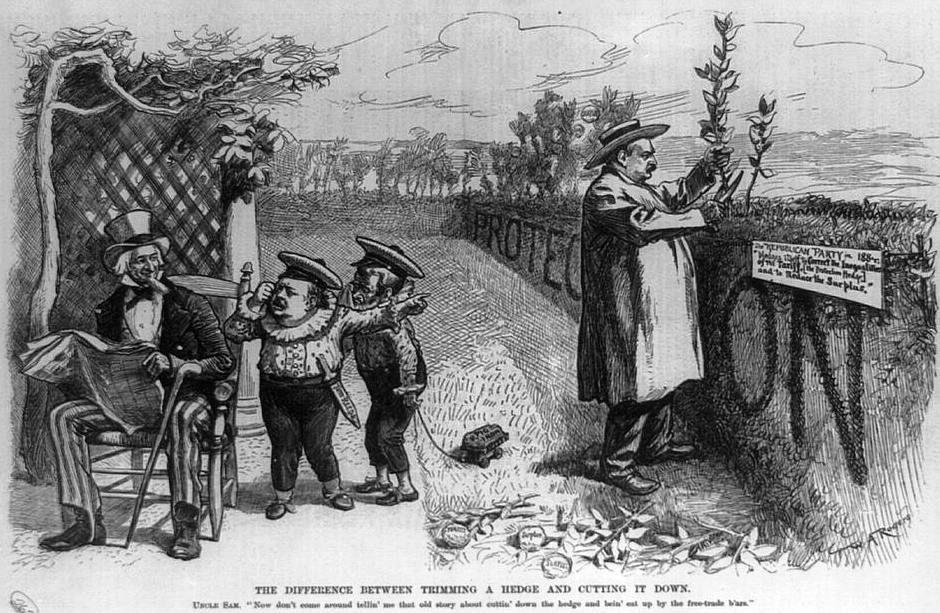
这幅政治漫画将克利夫兰描绘成关税的改革者

就任总统后不久，克利夫兰需要任命所有总统有权任命的政府官员。通常情况下，一个党派执政后，之前由另一党派任命的官员都会由执政党指派的人员取代，但克利夫兰宣布，他不会解除任何工作出色的共和党官员职务，并且也不会单以党派立场来任命任何官员:208-211。他还利用自己的任命权减少联邦雇员数量，因为许多部门都已变得人满为患:214-217。但过了两年后，由于一些民主党同僚对自己不能进入重要部门而感到恼火，克利夫兰也开始任命更多的民主党人取代共和党官员:83，特别是那些涉及政策制定的职位:100。虽然他在部分人选上的确受到了党派政治的影响，但与之前的总统相比，克利夫兰更多地是通过考虑个人能力和价值来决定任命人选:238-241:59-60。
克利夫兰还改革了政府的其他多个部分。1887年，他签署法案建立州际商务委员会:354-357:85。他与海军部长威廉·柯林斯·惠特尼（William C. Whitney）对海军进行现代化改造，还取消了已经导致所建船舶品质低劣的建造合同:217-223:77。克利夫兰下令对铁道投资商通过政府补助拥有的土地进行调查，此举激怒了这批投资者:223-228。内政部长卢修斯·拉马尔（Lucius Q.C. Lamar）提出指控，通过政府补助获得土地的铁路投资者所建铁路并没有根据协议延长到相应地区，所以这些土地的所有权应该返还给公众:223-228。最终这些土地予以充公，总面积达33万平方公里:223-228。
克利夫兰是《1867年任期法》制定以后首位受其制约的民主党总统。该法案规定，由总统提名，但需联邦参议院确认才能上任的政府公职人选也需要有参议院批准才能由总统予以解职。克利夫兰坚决反对这一法案，并且一直拒绝遵守，这导致该法案于1887年废除。:130-134

### 否决
克利夫兰的第一个总统任期里，共和党人控制了联邦参议院，为此他经常需要动用否决权:85。他否决了数以百计的南北战争退伍老兵私人养老金法案，因为他认为如果养老保险局已经拒绝了这些退伍军人的养老金请求，那么国会也不应该越俎代疱地要推翻这一决定:326-328:83-84。在共和国大军的压力下，国会通过法案为那些不是因服兵役致残的军人提供抚恤金，对此克利夫兰也动用了否决权:300-331:83，他使用否决权的次数当时创下新的纪录。1887年，克利夫兰否决了德克萨斯州种子法案，这也成为他总统生涯中最广为人知的一次否决:331-332:85。德克萨斯州有多个县因干旱导致庄稼欠收，国会于是通过法案拨款1万美元为当地农民购买种子:331-332。克利夫兰否决了这笔支出，他在否决的附言中表明了自己信奉的有限政府立场：
我在宪法中找不到任何允许这种拨款的条款，而且我也不认为政府应该有救济个人痛苦的权力和责任，对于公共服务和福利来说，这样的方式是不恰当的。在我看来，对这种普遍存在的、无视政府权力和义务限制的倾向应该坚决予以抵制，最终应该不断强调的一点是，虽然政府是由人民所资助的，但政府并不应该反过来对（单独的）个人加以资助。我们的同胞可以通过他们的友好和慈善来减轻其他同胞的不幸，这一点已经得到反复论证，并且最近也有得到证明。在这种情况下，联邦援助会助长人们对政府照顾的期望，削弱我们民族精神中的坚韧程度，同时，这样的做法还会让人们逐渐不再倾向于相互帮助，而正是这样的帮助让大家像兄弟般团结在一起。

### 银币问题
货币问题是19世纪80年代美国最具争议性的议题之一，各方对货币究竟是应该由黄金和白银共同支撑还是只由黄金支持争论不休:157-158。这个问题还跨越了党派界线，西部的共和党人和南方的民主党人都号召允许自由铸造银币，而两党在东北部的代表议员都坚定支持金本位:201-205:102-103。与黄金相比，白银的法定价值有所不及，纳税人可以用白银来支付政府账单，但国际社会的债权人则要求以黄金偿债，两者共同作用，会导致国家的黄金储备日益枯竭:201-205。
克利夫兰和財政部長丹尼尔·曼宁都是金本位的坚定支持者，他们试图减少铸造银币时需要铸入的白银量，但这一数量是由1878年的《布兰德-艾里逊法》规定的:269。克利夫兰就任总统前曾呼吁国会废除这一法律，但没有成功:110。愤怒的西部和南方议员要求发行廉价货币，帮助他们选区的贫穷选民:268。作为回应，自由铸造银币运动中最重要的先行者之一理查德·布兰德（Richard P. Bland））于1886年提出法案，规定不再对政府铸造银币的含银量设限，这将令当时正在滑坡的货币明显膨胀:273。这项法案没有得到通过，同样没有通过的还有一项得到克利夫兰政府支持、要求废除所有银币铸造的法案:273。这样的结果是自由铸造银币问题的解决予以推迟，货币问题保持现状:277-279。

### 关税
除货币问题外，保护性关税也是当时美国最具争议的财政问题。这个问题没有成为克利夫兰竞选总统时的核心议题，对此他的立场与大部分民主党人相同：关税额度应当降低:280-282。共和党人普遍赞成收取高额关税来保护美国的本土产业:280-282，内战结束后，美国的关税比例一直居高不下，到19世纪80年代时，由于关税带来的巨额收入，政府的运作已经出现盈余:286-287。
1886年，联邦众议院以微弱差距否决了一项旨在降低关税的法案:287-288。关税问题在这年的国会选举中引起了重视，支持贸易保护主义的国会议员数量有所上升，但克利夫兰仍继续主张关税改革:290-296:87-88。随着财政盈余的增加，克利夫兰和其他改革派呼吁只对贸易收入征收关税:370-371。他在1887年的国情咨文（右边的蓝色引用文字）中强调，政府不应该从人民手中收取比运作所需更多的财富:379-381。共和党人，以及包括塞缪尔·兰德尔在内的一些支持贸易保护论的北方民主党人深信，如果失去高关税的保护，美国的工业就会没落，因此他们继续抵制关税改革:383-385。
众议院筹款委员会主席罗杰·Q·米尔斯（Roger Q. Mills）提出法案，将关税额度从47%降至40%左右:88-89。经过克利夫兰及其盟友的不懈努力，该法院得以在众议院通过:88-89。共和党主导的联邦参议院未能与民主党占优势的众议院达成共识，法案未能通过裁委会这一关。关税问题就这样一直持续到了1888年大选。

### 1885至1889年的外交政策
克利夫兰坚持不干预政策，曾在竞选时反对扩张和帝国主义。他拒绝推进上届政府的尼加拉瓜运河条约，在对外关系上总体也不是很热衷于扩张:205, 404-405。克利夫兰手下的国务卿托马斯··贝亚德与英国的约瑟夫·张伯伦就加拿大近海的捕鱼权展开谈判，并在新英格兰的共和党参议员反对的情况下达成了和解:404-413。克利夫兰还撤回了送交联邦参议院审议的柏林会议条约，该条约旨在确保刚果会对美国利益打开方便之门:80。

### 民权和移民
克利夫兰和越来越多的北方白人一样，认为内战后的重建时期是一次失败，这点也与几乎所有南方白人一致，所以他不愿意动用联邦权力行使宪法第十五条修正案，这条修正案旨在保障非裔美国人的投票权:65-66。克利夫兰没有任命过任何非裔美国人担任较为有利可图的职位，但他还是让弗雷德里克·道格拉斯继续担任哥伦比亚特区的契约登记员，并且在道格拉斯辞职后又任命了另一位黑人继任:65-66。

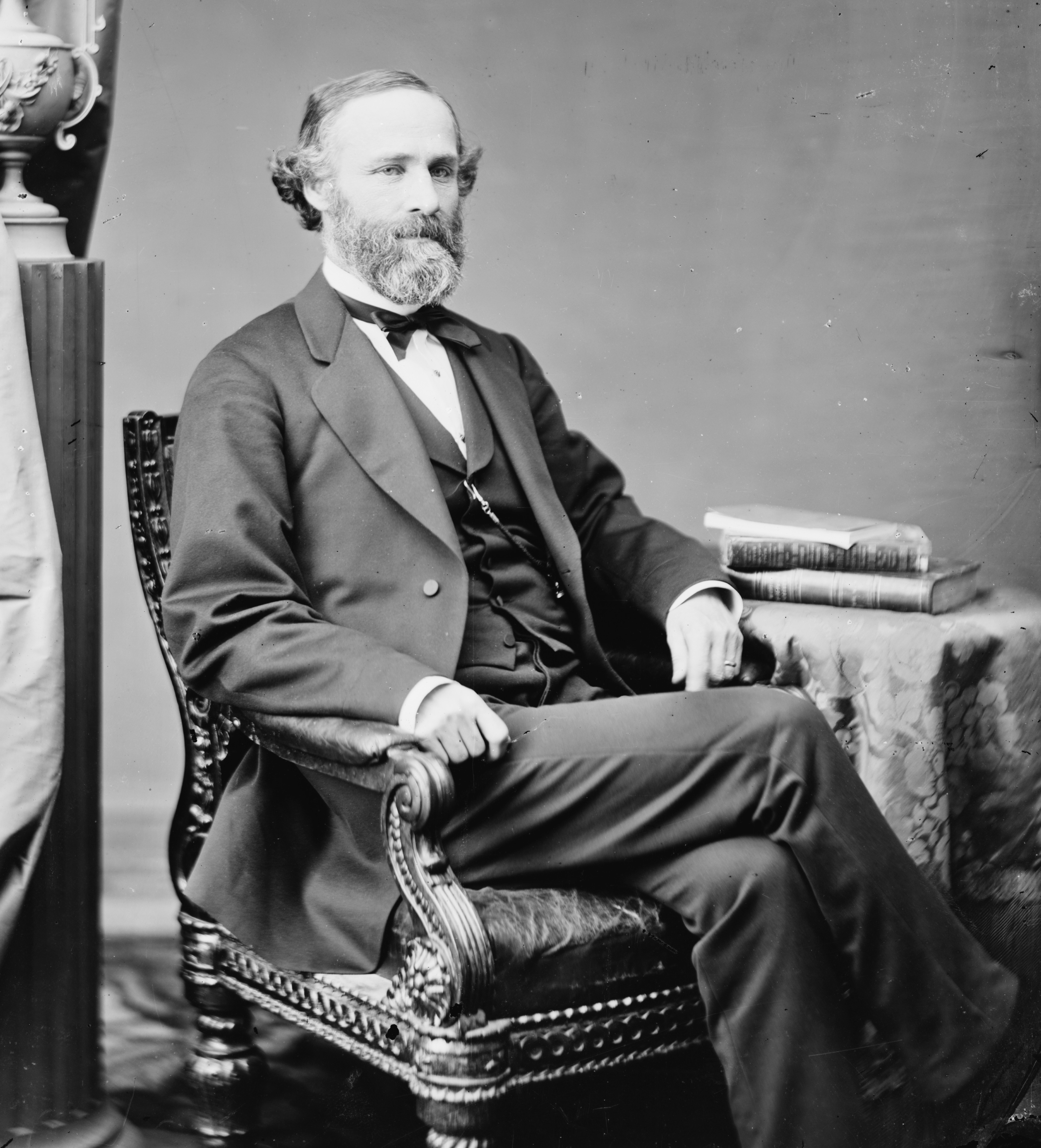
亨利·道斯起草的《道斯法案》经总统克利夫兰签署成为法律

虽然克利夫兰曾谴责针对华裔美国人移民的暴行，但他认为华人移民并不愿意同化进入白人社会:72。国务卿托马斯··贝亚德经过谈判延长排华法案的有效期，而克利夫兰则游说国会通过议员威廉·劳伦斯·斯科特（William Lawrence Scott）起草的《斯科特法》（Scott Act），该法旨在阻止之前离开美国的华裔移民重新入境:73。《斯科特法》最终得以在国会两院顺利通过，经克利夫兰于1888年10月1日签字后成为法律:73。

### 印第安人政策
在克利夫兰看来，美国就相当于是美洲原住民的监护人，他在首次就职演说中称：“就我们的角度而言，这种监护权意味着改善他们的现状，让他们行使自己的权利”:358-359:70。他对文化融合的理念加以鼓励，推动《道斯法案》通过，将印第安人的土地分配给各部落中的成员，而不是继续由联邦政府以信托形式为各部落托管这些土地:358-359:70。虽然印第安人酋长在会议中支持这一法案，但在实践中，大部分美洲原住民都不赞成:206-207。克利夫兰相信，《道斯法案》可以帮助美洲土著摆脱贫困，鼓励他们融入白人社会。法案最终削弱了部落政府的作用，让印第安人可以自己出售土地并获得资金:358-359:70。
1885年克利夫兰就职前的一个月裡，总统切斯特·艾伦·阿瑟通过行政命令将达科他领地中属温纳贝戈部落和乌鸦溪印第安保留地的1万6187.2平方公里土地开设成白人定居点:228-229:141-142。数以万计的定居者在这片土地边界聚集，准备将其占为己有:228-229:141-142。克利夫兰认为阿瑟的命令违反了政府同印第安人部落订立的条约，并于这年4月17日将其撤消，下令白人定居者离开这片领地:228-229:141-142。克利夫兰派第十八集团军前去监督这些条约的执行，并命令菲利普·谢里登将军对事件展开调查:228-229:141-142。

### 婚姻和孩子

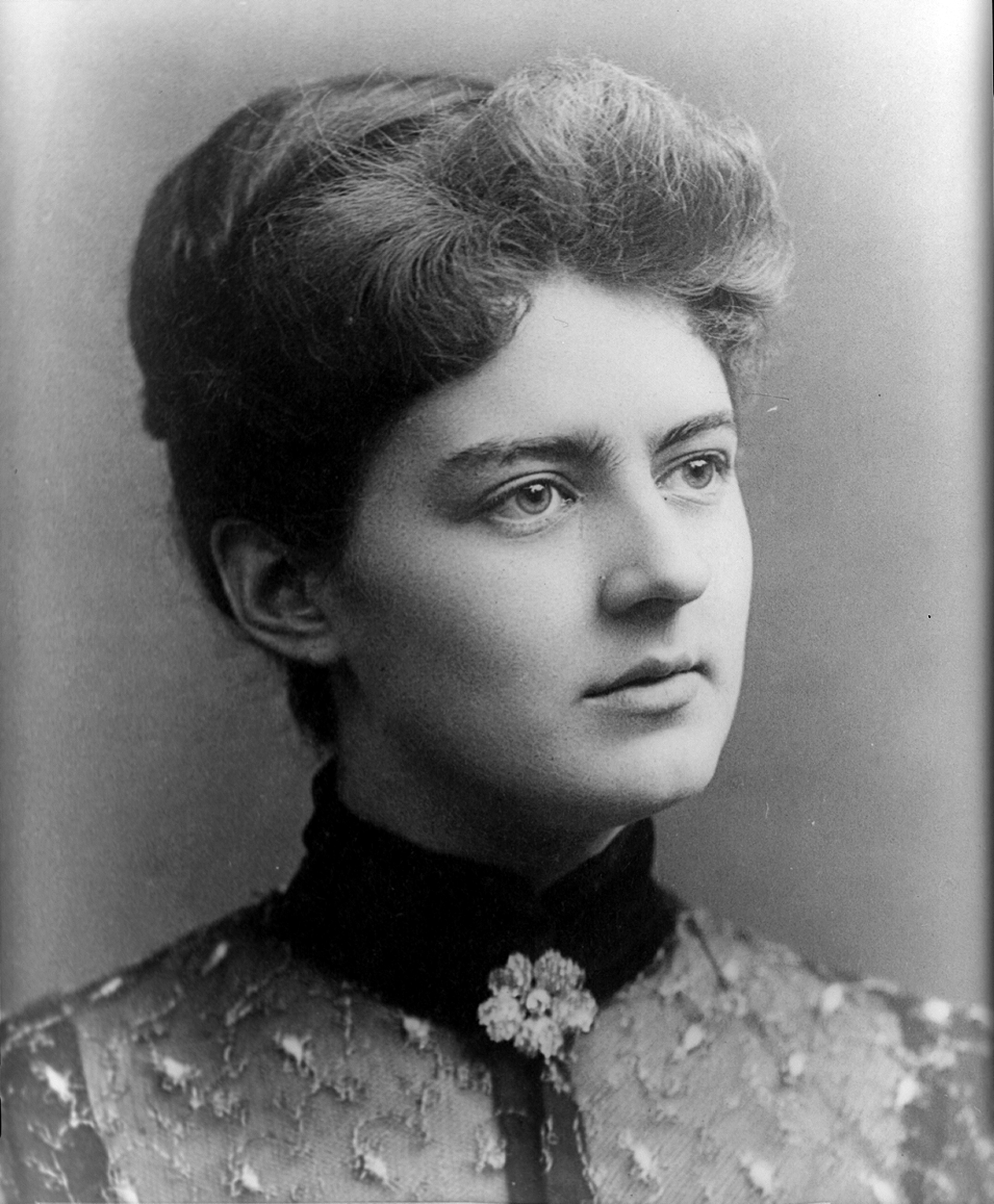
弗朗西丝·福尔瑟姆·克利夫兰夫人

克利夫兰入主白宫时还是單身，妹妹罗丝·克利夫兰在哥哥任职的前两年里代理着白宫女主人的责任:149:158。1885年，弗朗西丝·福尔瑟姆来到首都和总统见面:78，她是克利夫兰的老朋友奥斯卡·福尔松的女儿，正在威尔斯学院就读，福尔瑟姆返校后，总统得到她母亲的许可与女方通信，两人之后很快订婚并成婚:78。1886年6月2日，克利夫兰和弗朗西丝·福尔瑟姆在白宫的蓝厅舉行婚禮:79，他也因此成为继约翰·泰勒以来首位在职时结婚的美国总统，并且截至今天仍是唯一在白宫舉行婚禮的总统。克利夫兰是奥斯卡·福尔松的遗产执行人，自福尔松去世后还承担着养育他女儿的责任，所以这场婚事很不寻常，不过公众对此倒是情绪稳定，没有什么特别的看法:170-176:302-308:78-81:51。弗朗西丝·福尔瑟姆结婚时还只有21岁，成为历史上最年轻的美国第一夫人，她的美貌和随和的个性很快就让公众喜欢上了她:80-81。
克利夫兰夫妇一共有5个孩子：鲁思（Ruth Cleveland，1891至1904年）、埃丝特（Esther Cleveland，1893至1980年）、马里昂（Marion Cleveland，1895至1977年）、理查德·福尔瑟福（Richard Folsom Cleveland，1897至1974年）和弗朗西斯·格罗弗（Francis Grover Cleveland，1903至1995年）。2010年去世的英国哲学家菲利帕·福特是两人的外孙女。

### 政府和内阁

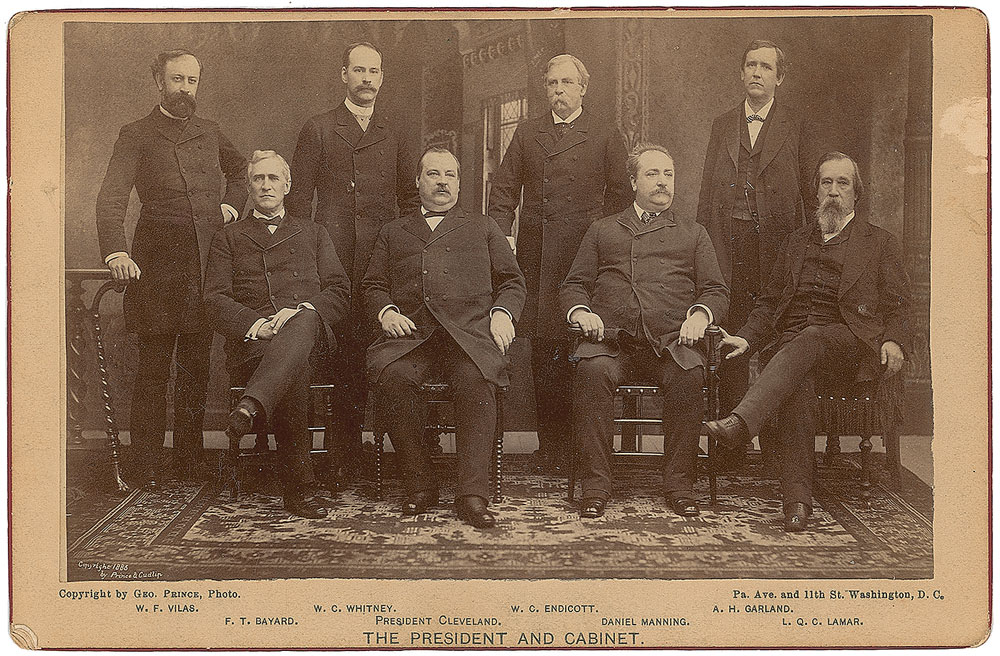
克利夫兰的首届内阁成员
前排从左至右：托马斯·F·贝亚德、克利夫兰、丹尼尔·曼宁、卢修斯·拉马尔
后排从左至右：威廉·维拉斯（William F. Vilas）、威廉·柯林斯·惠特尼、威廉·恩迪科特（William C. Endicott）、奥古斯塔斯·加兰德（Augustus H. Garland）

### 司法任命

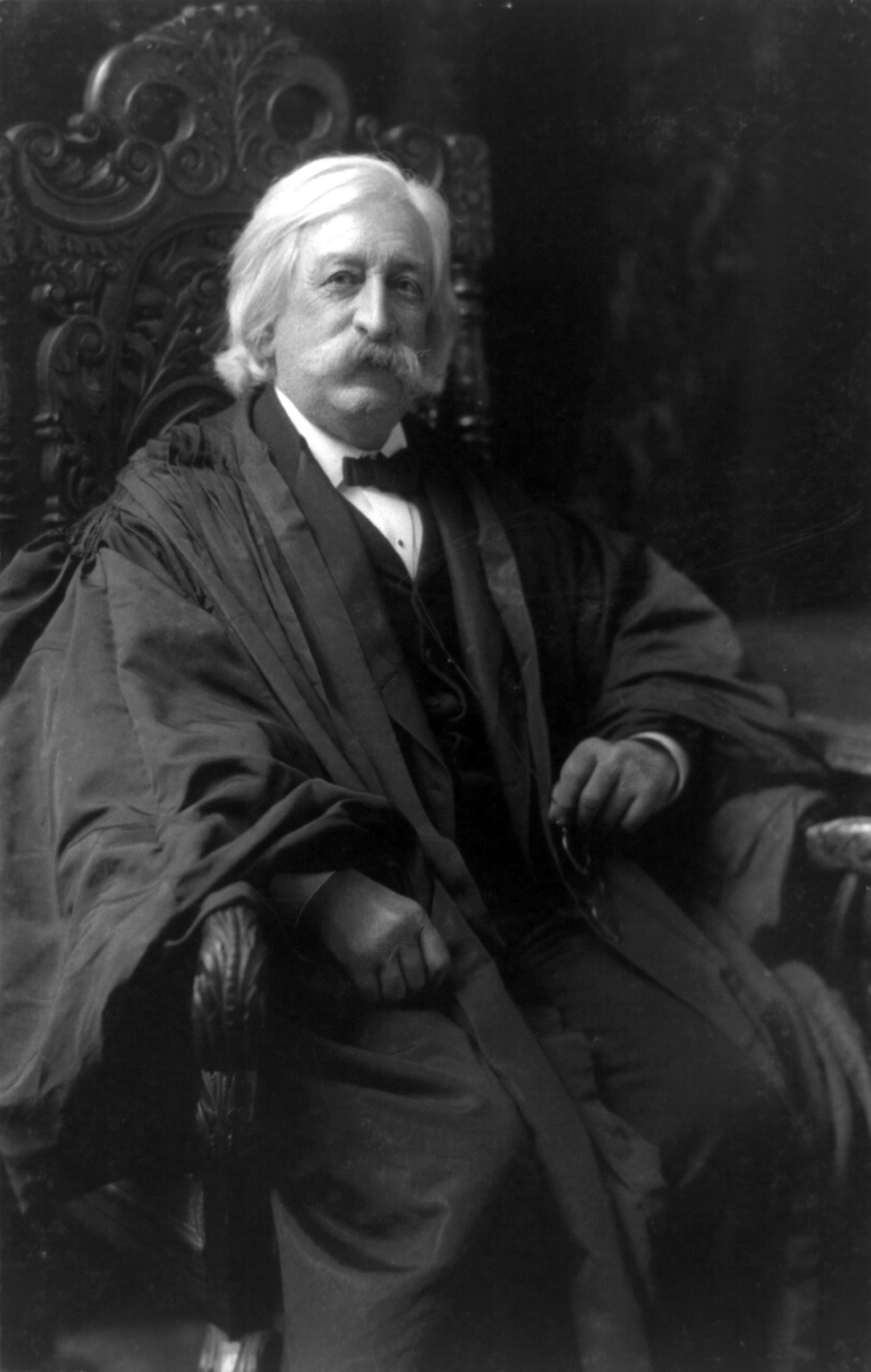
首席大法官梅尔维尔·富勒

克利夫兰在第一个总统任期里成功提名了两位联邦最高法院大法官，第一位是曾担任密西西比州联邦参议员的卢修斯·拉马尔，他还曾是克利夫兰内阁的内政部长。1887年，最高法院大法官威廉·伯恩汉姆·伍兹（William Burnham Woods）去世，克利夫兰于这年下半年提名拉马尔继任。虽然拉马尔在担任联邦参议员时很受欢迎，但由于他在20多年前曾是美利堅聯盟國的官员，因此许多共和党议员投票反对。最终拉马尔的提名得以通过，但票数非常接近，32张支持票面对的是28张反对票。
几个月后，首席大法官莫里森·韦特与世长辞，克利夫兰于1888年4月30日提名梅尔维尔·富勒继任。克利夫兰曾提名富勒进入文官委员会，后者当时谢绝了提名，选择在芝加哥开办的律师事务所中继续工作，但这次他接受了提名。参议院司法委员会花了几个月时间对当时籍籍无名的富勒进行审查，最终以41票造成，20票反对通过了提名。:445-450
除最高法院大法官外，克利夫兰还提名了41位下级联邦法院法官，其中包括两名联邦巡回法院法官，9名联邦上诉法院法官和30名联邦地区法院法官。克利夫兰在国会取消巡回法院、建立上诉法院前后都担任了4年总统，所以他也是仅有的两位曾任命这两种法院法官的总统之一。另一位则是本杰明·哈里森，这两种法院的更替就是在他任内完成的。因此，两名巡回法院法官都是在克利夫兰第一个任期里任命的，而9位上诉法院法官则是在他的第二个任期里提名。

## 1888年大选和回归私人生活

### 连任选举不敌哈里森

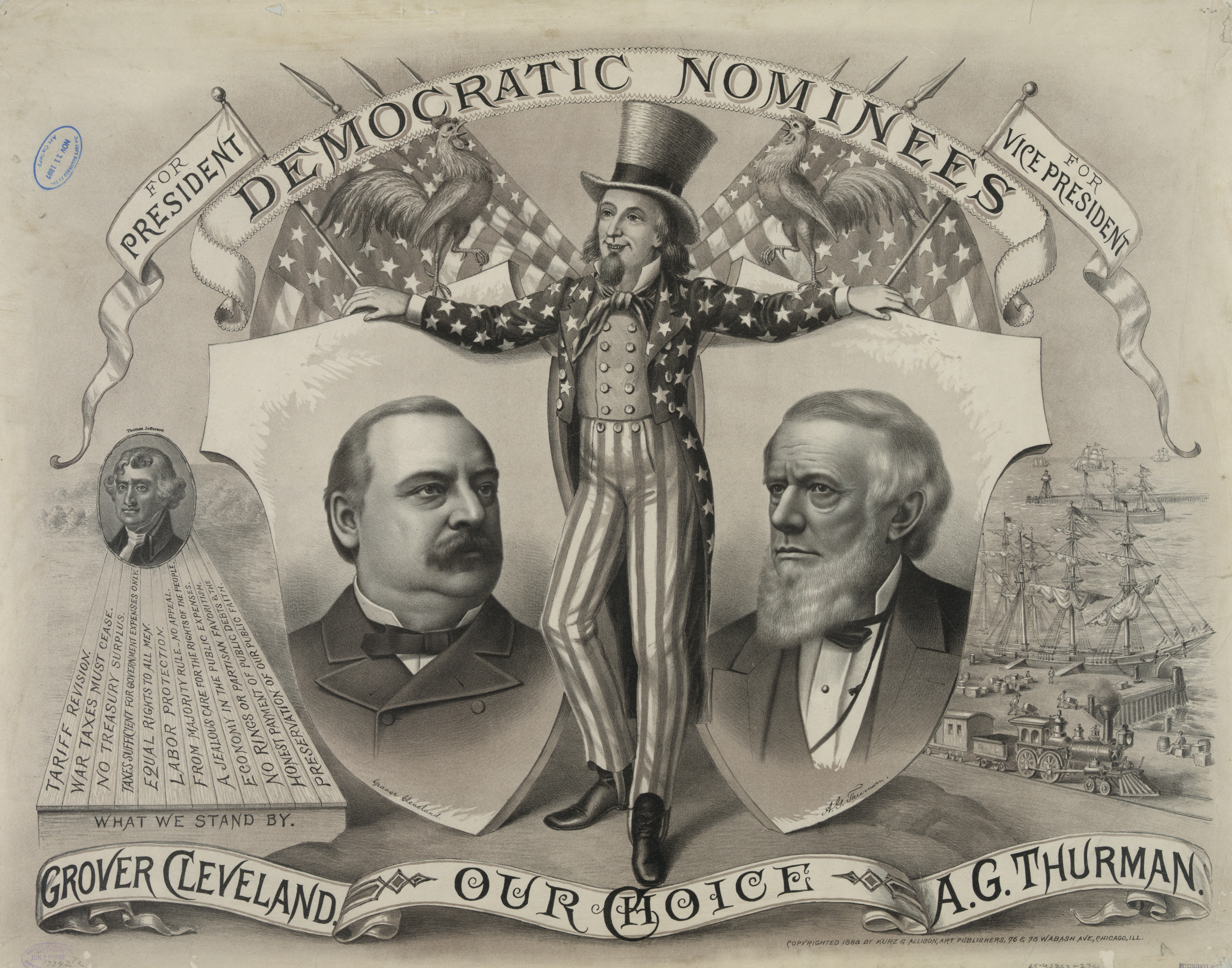
克利夫兰和瑟曼的竞选海报

1888年大选结果，蓝色表明民主党胜出，红色表示共和党占优。灰色為當時尚未立州的屬地。屬地是不會參與總統選舉的。

共和党提名印第安纳州的本杰明·哈里森竞选总统，纽约州的列维·P·莫顿则是副总统候选人。克利夫兰在密苏里州圣路易斯举行的民主党大会上轻松获得提名:90-91，副总统亨德里克斯早在1885年就已过世，因此民主党选择了俄亥俄州的艾伦·瑟曼（Allen G. Thurman）作为克利夫兰的竞选搭档:90-91。
共和党在这场选举中占有上风，克利夫兰的竞选由卡尔文·布赖斯（Calvin S. Brice）和威廉·巴纳姆（William H. Barnum）管理，但两人显然都不善此道；而哈里森的竞选在马特·奎伊（Matt Quay）和约翰·沃纳梅克的经营下无论是在募捐还是战术上都更为积极。:166
共和党人在关税问题上大作文章，得到北方多个重要工业州的保护主义选民支持:418–420。此外，纽约州的民主党人因戴维·希尔（David B. Hill）的州长候选人问题出现分裂，削弱了克利夫兰在这个摇摆州所能够获得的支持力度:423-427。
与1884年大选一样，1888年选举的关键同样是纽约州、新泽西州、康涅狄格州和印第安纳州。这次克利夫兰只赢得了其中两个摇摆州，以14373票的劣势输掉了自己的大本营纽约州。共和党人还赢得了印第安纳州，这很大程度上是由一种欺诈性投票手段导致的结果:220-222:435-439。哈里森在全国范围所得到的普选票数量不及克利夫兰，但共和党以仅2348票的微弱优势赢得了印第安纳州，使得哈里森的选举人票数得以超过克利夫兰而赢得总统席位。克利夫兰继续努力工作直到任期结束，并且开始对回归私人生活充满期待:443-449。

### 四年平民生活
格罗弗·克利夫兰离开白宫时对一位工作人员说：“杰里，如今我希望你好好照顾这套房子里所有的家具和装饰品，希望我们回来的时候可以看见所有东西都正像现在一样。”对方问起他几时会回来，克利夫兰回答：“我们会在四年後的今日回来。”:448克利夫兰一家迁居纽约，克利夫兰在班斯、斯泰森、特雷西和麦克维律师事务所找了份工作，这份工作更像是多人一起合作从事同一份职务，然而大家相处还算融洽。从事法律工作带来的收入水平一般，此时克利夫兰夫妻在巴泽兹湾拥有一套度假别墅，克利夫兰花了很多时间待在这里，并且迷上了钓鱼:175。1891年，克利夫兰夫妇的第一个孩子鲁思诞生:450:99-100。
哈里森领导的联邦政府行政部门与国会合作通过了《1890年关税法》和《谢尔曼收购白银法》，其中前者包含有相当激进的保护性关税措施，后者则增加了由白银担保的货币量:168，但克利夫兰认为这些政策会对美国的财政状况构成威胁而对其強烈谴责:465-467:102-105；起初克利夫兰保持克制并没有公开批评自己的继任者，直到1891年他觉得有必要表明自己的观点，使他在与多名纽约改革派人士会面时通过一封公开信表达了自己的担忧:467-468:104-105，就这样在1892年大选临近之时，这封信又将克利夫兰重新带到了聚光灯下:470-471。

## 1892年大选

### 提名
克利夫兰之前担任总统时留下了良好且持久的声誉，同时又在前不久就货币问题发表意见而引起公众注意，这两大因素让他成为最有希望获得民主党总统候选人提名的人选:468-469。纽约州参议员戴维·希尔是他的最大对手:470-473。希尔将民主党中反对克利夫兰的人士团结在一起，这些人包括自由铸造银币运动的支持者、关税保护主义者和坦慕尼协会成员，但这一联盟仍然不足以阻止克利夫兰获得党派提名:470-473。希尔为了达到目标还采取了一些极端措施，但克利夫兰仍然在芝加哥举行的党派大会上胜出，并且第一轮投票时就赢得了提名:182。为了争取自由铸造银币运动支持者的选票，民主党人选择了伊利诺伊州的阿德莱·E·史蒂文森作为副总统候选人:492-493:105。克利夫兰及其支持者更希望让印第安纳州的艾萨克·格雷（Isaac P. Gray）作为他的竞选搭档，但他们还是接受了党派大会的安排。作为美国政府券和自由铸造银币运动的支持者，史蒂文森也支持自由发行由白银提供价值保障的货币，以求缓解农村地区经济困难的局面，而克利夫兰等人则是金本位和硬通货币政策的支持者，因此史蒂文森的存在让民主党候选人不至失去所有白银派选民的支持。

### 竞选

1892年大选结果，蓝色表示民主党获胜，红色表示共和党占优，绿色则为人民党胜出

共和党提名哈里森总统连任，这样1892年大选就成为四年前那场选举的复赛。与充满争议和动荡的1876、1884和1888年大选不同，据克利夫兰的传记作者艾伦·内文斯所说，1892年大选是“（内）战后一代人记忆中最干净、最安静，并且最可信的”一次大选:498，这其中部分是因为哈里森的太太卡罗琳（Caroline）正因肺结核而奄奄一息，本杰明完全没有亲身参与竞选。卡罗琳·哈里森于10月25日撒手人寰，这时距选举日只剩两星期，克利夫兰和其他所有候选人都停止了竞选，因此这年的选举日无论是对各位候选人还是整个国家来说都显得异常阴郁和寂静。
1888年大选时，关税问题对共和党有利。但由于过去4年间通过的多条法律导致进口商品过于昂贵，许多选民如今转为期待关税改革，并且对美国的大型企业开始有了不信任的态度:499。传统上属共和党选民的许多西部居民转投新成立的人民党阵营，把票投给了该党候选人詹姆斯·韦弗。韦弗则承诺自由铸造银币，并且退伍军人会得到丰厚的养老金，工人每天只需工作八小时:505-506:106-107。坦慕尼协会民主党人选择支持自己党派的候选人，这样实现了内部团结的民主党就顺利赢得了纽约州:108。就在竞选期间，匹兹堡发生了霍姆斯特德大罢工，卡内基公司在这期间试图拆散工会，并且田纳西州的煤矿和钢铁公司也出现了类似的大型企业与劳工发生大规模冲突的情况，这导致许多人民党人士和劳工支持者都站到了克利夫兰一边:184-185。最终克利夫兰无论是在普选票还是选举人票上都以较大幅度取胜，这也是他连续第三次在普选票中胜出。

## 1893至1897年：第二个总统任期

### 经济恐慌和白银问题

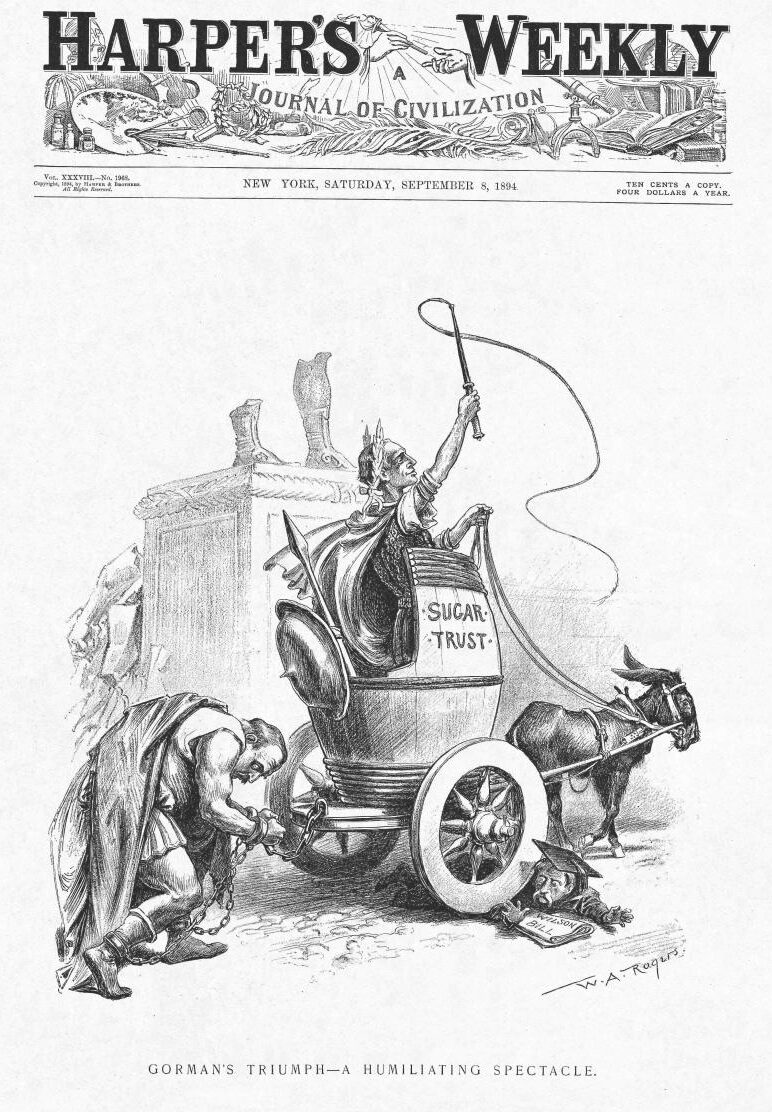
描述克利夫兰受到戈尔曼和糖业托拉斯羞辱的政治漫画

克利夫兰再度入主白宫后不久，美国的股票市场受到1893年大恐慌的冲击，他很快就面临着一场严重的经济衰退:114。由于之前铸造银币的影响，国家的黄金储备严重不足，给经济恐慌雪上加霜，于是克利夫兰召集国会召开特别立法会议商讨问题的解决办法:526-528。有关铸币问题争论的激烈程度一如往昔，经济恐慌促使更多的中立派议员转向支持《谢尔曼收购白银法》中的造币规定:526-528。即便如此，自由铸造银币运动的支持者数量仍然在芝加哥的一次大会后出现反弹，联邦众议院经过长达15个星期的辩论后才以较大比数——239票赞成，108票反对——决定废除《谢尔曼收购白银法》:524-528, 537-540。银币的废除问题在联邦参议院也激起轩然大波，克利夫兰不得不违心地对国会进行游说，他说服了足够数量的民主党参议员和东部的共和党参议员，最终以48票赞成，37票反对通过废除决定:192-195。财政部的黄金储备继续以较慢的速度减少，之后发行的债券令黄金的供给得到补充:126-127。以当时的情况来看，这一法律的废除对于自由铸造银币运动的支持者来说只是一次小挫折，但这实际上却是白银退出美国货币舞台的开始。

### 关税改革
成功逆转哈里森政府的白银政策后，克利夫兰接下来试图逆转《1890年关税法》产生的影响。西弗吉尼亚州联邦众议员威廉·莱恩·威尔逊（William L. Wilson）于1893年12月提出《威尔逊—戈尔曼关税法》。经过冗长的辩论，法案以204票赞成，140票反对得以在众议院通过:567。该法案提议对关税作适度下调，其中又以原材料的下调幅度较大:285-287:564-566。财政收入上的不足则通过向收入超过4000美元（1893年的4万美元，相当于2025年的10萬美元）的公民征收所得税来弥补:285-287:564-566。
法案接下来送交参议院，但受到了多位重量级民主党议员的强烈反对，马里兰州的阿瑟·皮埃·戈尔曼（Arthur Pue Gorman）是其中的领袖人物，他们坚持要为自己代表州的产业提供更多的保护，但这些保护的幅度已为《威尔逊—戈尔曼关税法》所不容。最终法案在参议院通过时已经附加了超过600条修正案，令其中大部分改革失效，此外，《威尔逊—戈尔曼关税法》中的所得税项目也在1895年被联邦最高法院裁定部分存在违宪。糖业托拉斯特别通过游说令法案做出对其有利的变更:577-578。克利夫兰对最终通过的法案感到愤怒，谴责这是参议院在受到托拉斯和商业利益集团控制情况下的可耻产物:288-289:585-587。不过他也认为法案还是在《1890年关税法》的基础上作出了改善，因此签署了法案令其正式生效成为法律:285-289:564-588。

### 投票权
1892年时，克利夫兰曾在竞选中表示反对《洛奇法案》（Lodge Bill），该法旨在加强对黑人投票权的保护，对联邦选举从选民注册到选举结果认证和回报的整个过程都制订了详细的程序。克利夫兰成功地在1894年将该法废除。舆论因此也在试图更有力地保护选举权和废除对选举权的保护之间摇摆，这反过来又导致通过联邦法院保护选举权的多次尝试以失败告终。

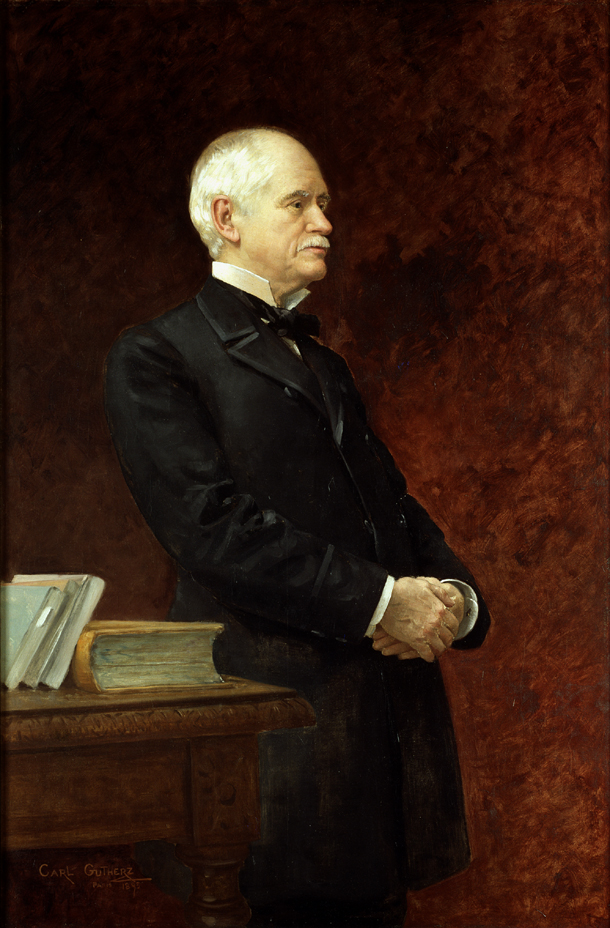
来自阿拉巴马州的联邦参议员约翰·摩根（图）在自由铸造银币、关税和夏威夷条约这三个方面都反对克利夫兰的立场，称“我憎恨那个男人（指克利夫兰）所走过的地面”。

### 劳资纠纷
1893年大恐慌还对全美的劳动条件构成了不利影响，反银元派议员的胜利也对西部劳工的工作情绪不利:603-605:117-118。以雅各布·科西（Jacob S. Coxey）为首的一群工人开始向东面的哥伦比亚特区进发，前去对克利夫兰的政策表示抗议:603-605:117-118。这群劳工人称科西大军，要求通过全国性的道路方案为工人创作就业机会，还希望发行廉价货币来帮助农民偿还债务:603-605:117-118。最终只有数百位工人坚持到达了哥伦比亚特区，但次日就因在国会大厦前的草坪上践踏而被捕并随后予以解散:603-605:117-118。科西大军并没有对政府构成任何威胁，它纯粹只是西部对东部制订的货币政策日益感到不满的标志:280-281:118。

### 普尔曼大罢工
普尔曼大罢工造成的影响远远超过科西大军。这场罢工活动最初针对的是普尔曼公司过低的薪酬水平和工作日长达12小时的工作时间，但在美国铁路工会领导人尤金·V·德布斯的影响下，多场旨在表示支持和慰问的罢工接踵而至:611-613。到1894年6月时，罢工的铁路工人已经达到12.5万人，全美的贸易陷入瘫痪:614。由于信件是通过铁路运输，并且多条受到影响的线路都已由联邦接管，因此克利夫兰认为联邦政府有权采取行动:296-297:614-618:118-119。克利夫兰首先从联邦法院取得强制令，但罢工工人拒绝服从，为此总统将联邦军队派到芝加哥以及另外20个铁路运输中心:298-302:619-623。克利夫兰宣布：“如果寄一张明信片需要动用整个美国陆军和海军，那么这张卡片也会送到”:628。大部分州长都支持克利夫兰的做法，唯有伊利诺伊州的民主党州长约翰·彼得·奥尔特盖尔德例外，他之后也成为总统的死敌。共和党和民主党的主要报纸都称赞了克利夫兰的做法，但动用军队之举也导致劳工组织对他领导的行政部门态度更趋强硬:304-305:624-628:120。
1894年选举前不久，一位顾问这样告诫克利夫兰：
“我们即将踏入一个非常黑暗的夜晚，除非能够重现商业上的繁荣来缓解民众对民主党在立法上无能（表现）的不满，以及由此导致他们对民主党政府任何方面都存在的不满”。
事实证明，这份告诫并未夸大其辞，共和党人赢得了数十年来的最大胜利，完全掌握了众议院的控制权，并且人民党也失去了大部分支持。克利夫兰的对立派系获得了一个又一个州的民主党主控权，其中伊利诺伊州和密歇根州都已尽入其手，并且在俄亥俄州、印第安纳州和艾奥瓦州等多个州都已占有多数。只有包括威斯康星州和康涅狄格州在内的少数几个州仍然由克利夫兰的同盟控制。反对派民主党人在1896年民主党全国大会上几乎控制了三分之二的票数，这已经达到他们提名另一位候选人所需要的票数。但由于这些反对派人士没有团结一致，并且缺乏全国性的领导人而未能实现最终目标；伊利诺伊州州长约翰·彼得·奥尔特盖尔德生于德国，因此没有担任总统的资格。

### 1893至1897年的外交政策
第二个总统任期开始后，克利夫兰需要面对兼并夏威夷的问题。他曾在第一个总统任期里支持与夏威夷进行自由贸易，还接受了一项给予美国煤炭补给和珍珠港海军基地的修正案:80。接下来的4年里，欧洲和美国血统的檀香山商人一度谴责拒绝立宪政府的利留卡拉尼女王是暴君，并在1893年初推翻了女王统治，夏威夷建立了以桑福德·多尔为首的共和制政府，并希望能够加入美国联邦:549-552:121-122。哈里森政府很快就与新政府代表达成兼并条约并其递交联邦参议院批准:549-552:121-122。1893年3月9日，即第二次就任总统5天后，克利夫兰从参议院撤回了该条约，并派前联邦众议员詹姆斯·亨德森·布朗特（James Henderson Blount）前去夏威夷对当地情况进行调查:552-554:122。
布朗特的报告表明当地居民反对兼并，克利夫兰也有同样看法:552-554:122。利留卡拉尼女王起初拒绝以自己恢复帝位换取造反派的赦免，声称当时檀香山的政府成员要么会被处决，要么就会遭到流放，而多尔领导的政府也拒绝让步:558-559。到1893年12月时，这一僵局仍未化解，克利夫兰于是将问题递交国会:558-559。他在对国会讲话时明确表示反对兼并，号召国会延续美国不予干预的传统:560。参议院虽是由民主党主控，但占优的却是反对克利夫兰的派别，他们递交的摩根报告得出了与布朗特完全相反的结论，并且认为新政府推翻女王之举完全是其内政事务，美国不能插手:174。克利夫兰取消了所有恢复女王地位的谈判，转为承认新成立的夏威夷共和国并与其保持外交关系。
克利夫兰信奉门罗主义并对其加以宽泛理解，不但禁止欧洲列强殖民美洲，而且不得在整个西半球内侵犯任何实质性的美国国家利益:145-146。英国和委内瑞拉无法就英属圭亚那和委内瑞拉的边境达成一致，克利夫兰和国务卿理查德·奥尔尼对此提出了抗议:633-642:123-125。当时的英国首相索尔斯伯利侯爵和英国距哥伦比亚特区大使朱利安·庞斯茀德（Julian Pauncefote）都低估了美国政府对这一争议所持态度的严重性，令危机持续的时间延长，但最终还是接受了美国进行仲裁的要求。1898年，各方派出人员组成审裁小组在巴黎召开会议商讨解决方案，最终英属圭亚那于1899年获得了大量争议领土:123-125。克利夫兰通过与拉丁美洲国家站在一起反对殖民统治的侵占，这一做法使美国与南方邻国的关系得到改善，同时又通过和英国进行友好谈判，使两国的良好关系得以保持:550, 633-648。

### 癌症

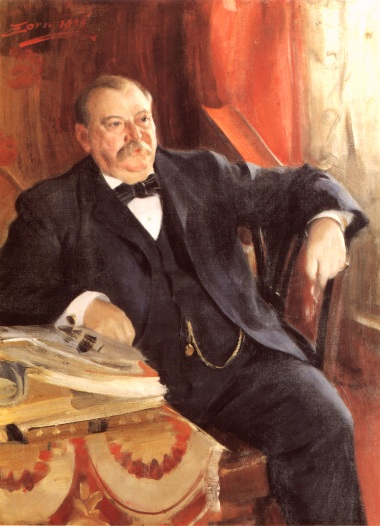
安德斯·佐恩于1899年所绘的格罗弗·克利夫兰油画像

1893年，克利夫兰正在力图废除自由铸造银币的规定，这一期间他感觉自己的上颚疼痛，并且硬腭左侧有一处凹坑状的溃疡，还存在颗烂状的表面。为此，克利夫兰请白宫的奥赖利（O'Reilly）医生作检查。医生对肿瘤取样后匿名送交陆军医疗博物馆化验，诊断结果表明总统所患并非癌症，而是一种上皮瘤。
克利夫兰决定接受手术并予以保密，避免造成公众恐慌，令经济萎缩雪上加霜:528-529:115-116。手术在7月1日进行，这样总统就有时间在即将到来的国会会议前全面恢复:531-533。克利夫兰假借乘坐游轮度假之名与约瑟夫·布莱恩特（Joseph D. Bryant）医生一起前往纽约州，他们乘坐总统朋友·本尼迪克特（E. C. Benedict）的“奥奈达号”（Oneida）游艇前往长岛，然后就在船上动手术:529。手术是在总统的嘴里进行，以求避免出现任何他人能够看出来的伤疤或痕迹:530-531。医疗队先用一氧化二氮和乙醚把克利夫兰麻醉，然后成功移除了他的部分左上颌骨和硬腭:530-531。上皮瘤的大小和手术的需要导致克利夫兰的嘴出现可见破损:532-533，为此总统进行了另一次手术，配上硬质橡胶制成的假牙，让他的外貌和说话声音恢复原状:532-533。为了让生疑的记者安心，白宫还编造了一个总统拔掉两颗坏牙的故事:533:116。即便是在报纸上已经报道有实际情况的具体细节时，参与手术的医生仍然对克利夫兰病情的严重程度加以掩饰:532-533。1917年，当时身在奥奈达号上的威廉·基恩医生（Dr. William W. Keen）撰文详述了手术过程。
克利夫兰在肿瘤去除后多年里一直健康地生活着，对于当时的上皮瘤究竟是否恶性这一问题之后出现了一些争议。包括基恩在内的多位医生在总统去世后称，这个上皮瘤实际上属于癌变。还有医生认为那是个成釉细胞瘤或是良性的涎腺混合瘤（又称多形性腺瘤）。时间进入20世纪80年代后，学界经过对样品进行分析后最终确定，这一肿瘤属于疣状癌，属于低度恶性上皮癌，转移的可能性很小。

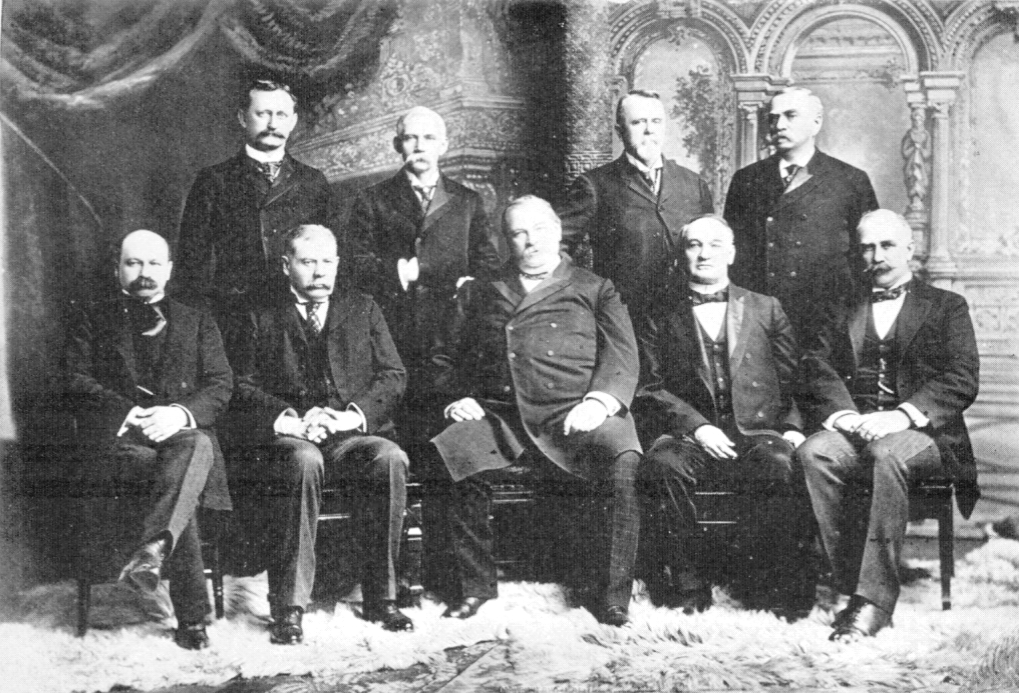
克利夫兰的第二届内阁成员
前排从左至右：丹尼尔·拉蒙特（Daniel S. Lamont）、理查德·奥尔尼、克利夫兰、约翰·卡莱尔（John G. Carlisle）、贾德森·哈蒙（Judson Harmon）
后排从左至右：大卫·弗朗西斯（David R. Francis）、威廉·莱恩·威尔逊、希拉里·赫伯特（Hilary A. Herbert）、朱利叶斯·莫顿（Julius S. Morton）

### 司法任命

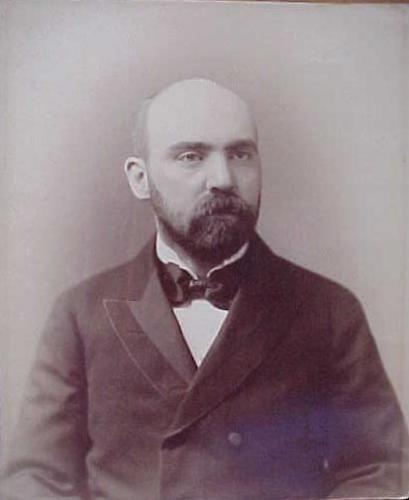
克利夫兰提名的两位最高法院大法官人选都因联邦参议员戴维·希尔（图）的反对而未获通过

进入第二个任期后，克里夫兰提名的最高法院大法官人选开始因为他与联邦参议院的不和导致无法通过。1893年塞缪尔·布拉奇福德（Samuel Blatchford）去世后，克利夫兰提名威廉·霍恩布洛尔（William B. Hornblower）继任:569-570。霍恩布洛尔是纽约市律师事务所的领头人，本应是合格人选，但他在曾竞选期间中反对纽约政治机器，此举导致联邦参议员戴维·希尔成了他的敌人:569-570。此外，克利夫兰在提名人选前没有与众参议员商议，导致多位已因其他原因反对他的参议员更为不平:569-570。最终，联邦参议院以24票赞成，30票反对否决了这一提名:569-570。
克利夫兰选择继续与参议院针锋相对，他接下来提名了同样来自纽约州的惠勒·哈扎德·佩卡姆（Wheeler Hazard Peckham），并且佩卡姆也曾在该州反对过希尔的政治机器:570-571。希尔动用了自己全部的影响力来阻止佩卡姆的提名通过，1894年2月16日，联邦参议院又以32票赞成，41票反对否决了这一提名:570-571。改革派人员敦促总统与希尔等人继续抗争并提名弗雷德里克·高特（Frederic R. Coudert），但克利夫兰最终选择了息事宁人，他提名了路易斯安那州联邦参议员爱德华·道格拉斯·怀特，这一提名在参议院得以一致通过:570-571。之后最高法院又在1896年出现空缺，总统再次考虑提名霍恩布洛尔，但后者谢绝了这次机会:572。最终克利夫兰提名的是惠勒·哈扎德·佩卡姆的弟弟鲁弗斯·惠勒·佩卡姆（Rufus Wheeler Peckham），这一提名也在参议院顺利通过:572。

### 联邦接纳的新州
克利夫兰首次就任总统时，美国联邦已经有超过10年没有新州加入，这主要是因为国会中的民主党人觉得新州会导致共和党选民激增。哈里森上任后，他和共和党主导的国会接纳了6个州的加入（分别是北达科他州、南达科他州、蒙大拿州、华盛顿州、爱达荷州和怀俄明州），预计这6个州都将成为共和党的票仓。不过犹他州则预计是民主党占优，这一点加上当地的摩门教和一夫多妻制存在的不确定性，导致该州没有获得联邦接纳。克利夫兰再次就任总统后，他和民主党占优的国会在1894年的第53届联邦国会上通过授权法案，允许犹他州加入联邦，该州于1896年1月4日成为美国的第45个州。

## 1896年大选和退休

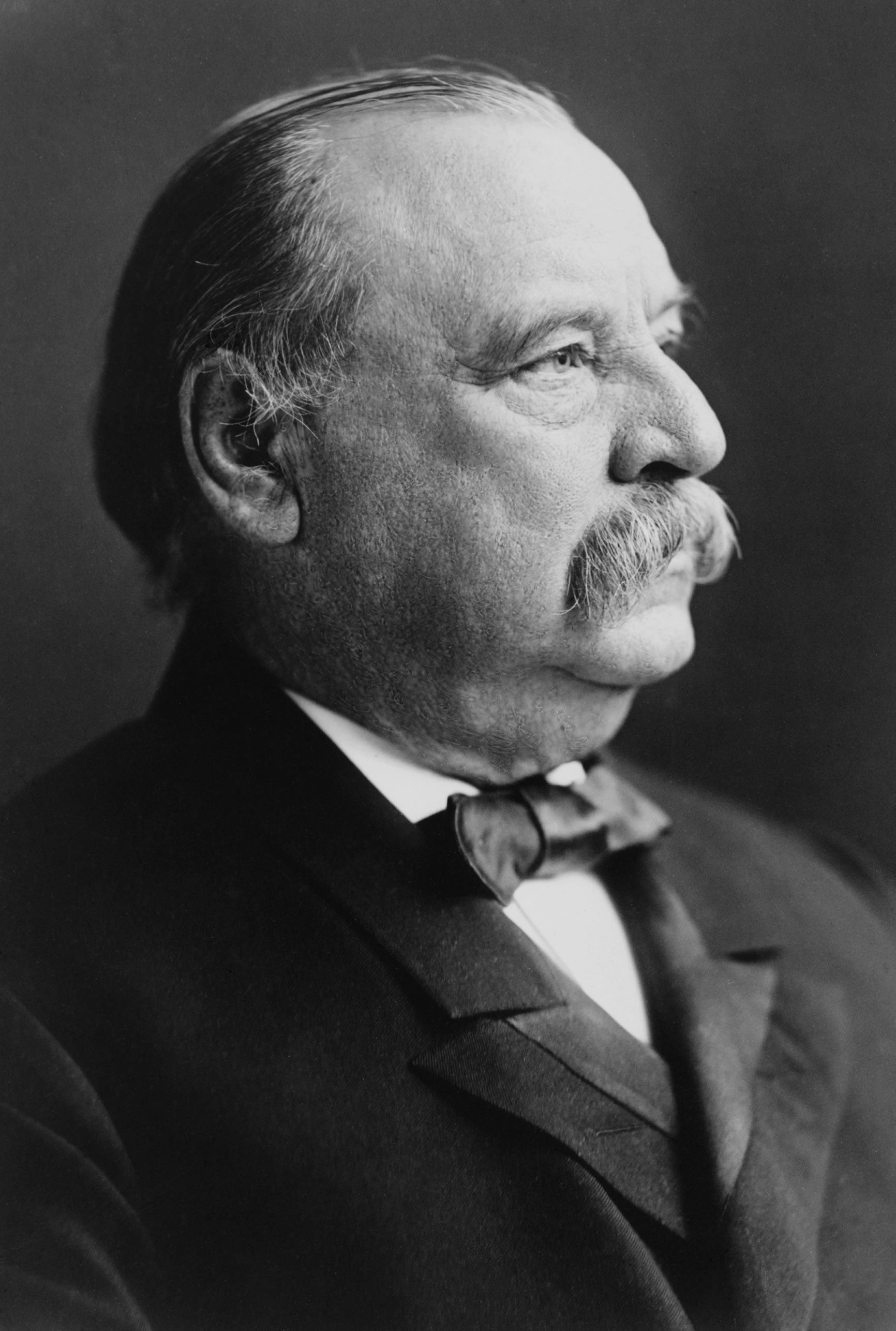
1903年，克利夫兰66岁时的肖像

克利夫兰在白银货币等多个方面立场上的政敌在1896年总统大选前获得了民主党的主控权，他们对在任总统的政府和金本位标准不以为然，转而提名了威廉·詹宁斯·布莱恩，并以自由铸造银币作为竞选纲领:684-693。克利夫兰谢绝了再次竞选连任的提名，他默默支持黄金民主党的第三党候选人，因为他们承诺维护金本位，限制政府权力并反对高额关税:128-129。然而，黄金民主党候选人在普选中仅赢得10万张选票，共和党提名的威廉·麦金莱最终轻取布莱恩当选。民主党人在1900年再次提名了布莱恩，但仍然落败給連任成功的麥金萊。到了1904年，保守派民主党人在克利夫兰的支持下重新夺回党派控制权并提名了奥尔顿·帕克（Alton B. Parker）:754-758。

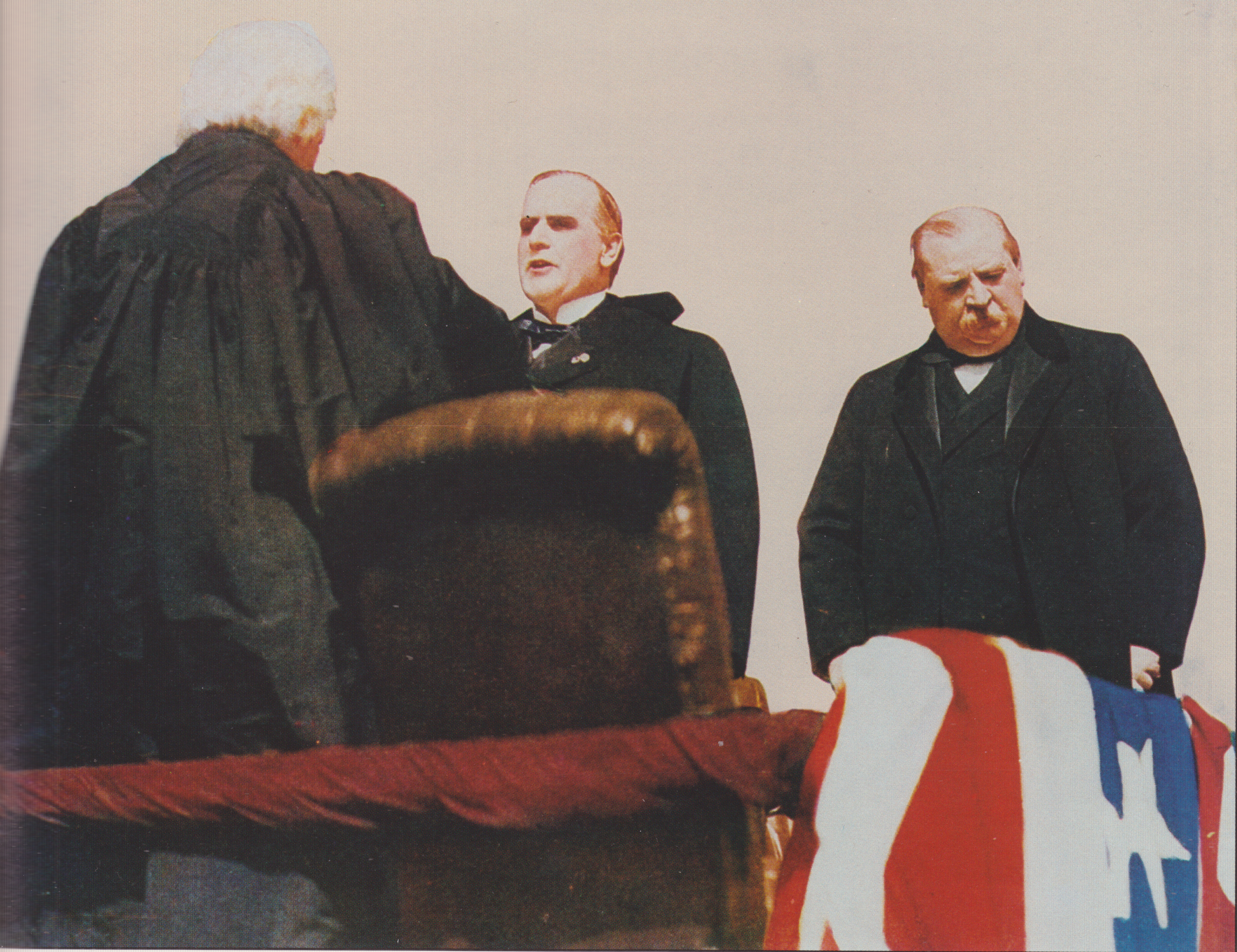
最右边是即将离任的总统格罗弗·克利夫兰，他的右边站着的是威廉·麦金莱，正在面对首席大法官梅尔维尔·富勒宣誓就职

1897年3月4日离开白宫后，克利夫兰退休回到新泽西州普林斯顿，在自己的韦斯特兰豪宅过活:730-735:131-133。他在普林斯顿大学担任了一段时间的校董事，和其他占多数的校董事都赞成弗斯特院长对研究生院和本科生起居订立的计划，伍德罗·威尔逊则是当时的大学校长:131。克利夫兰偶尔还会成为西奥多·罗斯福的顾问，但由于财政上的原因而无法担任1902年煤矿大罢工处理委员会的主席职务:748-751。克利夫兰还会就政治事务发表自己的看法。1905年，他在《女士家庭学报》（The Ladies Home Journal）发文，对女性参政权运动加以权衡，称“明智和负责任的女人是不会想投票的。男性和女性在我们文明中相应扮演的角色早在多年以前就已经由更高明的智慧（指神）决定下来了。”
克利夫兰的身体状况在多年时间里不断下滑，并在1907年秋得了重病:762-764:135-136。1908年6月24日，第22和24届美国总统史蒂芬·格罗弗·克利夫兰因心脏病发在普林斯顿与世长辞，享壽71岁:762-764:135-136。他留下的遗言是：“我已经那么努力地想要把事情做好”:340:135。他的遗体下葬在拿骚长老教会的普林斯顿公墓。

## 荣誉和纪念

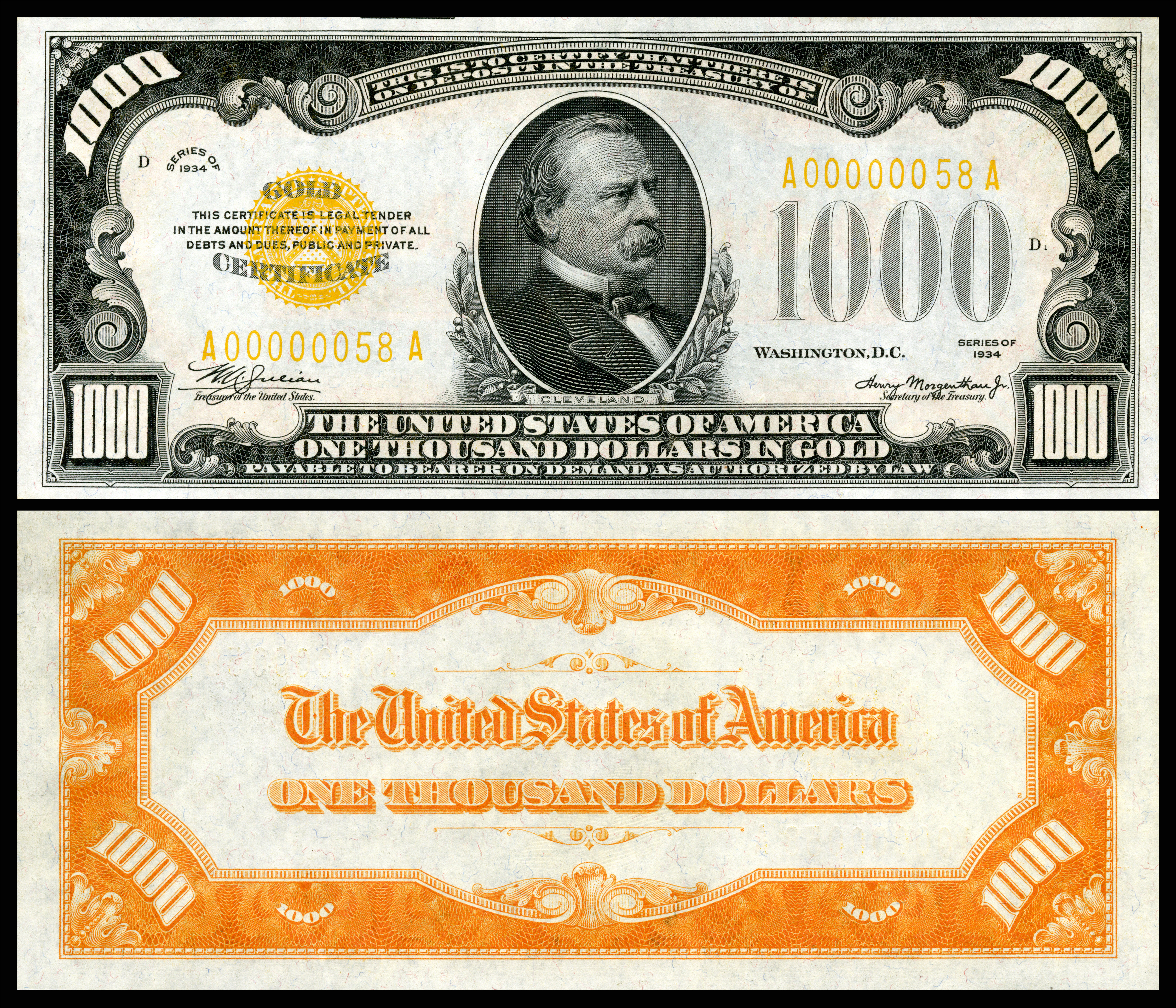
1934年发行的1000美元面值金券上所绘的是格罗弗·克利夫兰总统

克利夫兰首次就任总统时希望在首都华盛顿哥伦比亚特区附近找一套避暑别墅，可以远离首都的炎热和难闻的气味。他于1886年买下了一套名为橡树山（Oak Hill）的房子，这里位于乡村地区，但仍属首都领地。四年任期结束后，他就卖掉了这套房子，这里如今已成为克利夫兰公园，当地的壁画上还绘有克利夫兰夫妇的肖像。
位于纽约州水牛城的州立大学布法罗学院有一间格罗弗·克利夫兰大厅，学院院长、副院长及其他管理者和学生服务部门都建在这里。学院的前身是布法罗师范学校，克利夫兰是该校的首批董事会成员。。克利夫兰的故乡考德威尔有一所中学就是以他命名，水牛城的格罗弗·克利夫兰高中也是如此；密西西比州玻利瓦尔县城市克利夫兰和阿拉斯加州的克利夫兰火山都是以他命名。1895年，克利夫兰成为首位由胶卷拍摄下来的美国总统。
1928年和1934年系列的美国1000美元金券上都印有格罗弗·克利夫兰的肖像。他还出现在1914年发行的最初几期20美元联邦储蓄券上。作为第22和24任总统，他还出现在两种总统1美元硬币上，分别于2012年5月25日和11月15日发行，两种一共发行了超过2400万枚。
2006年，非营利和无党派性质研究小组“自由纽约”（Free New York）开始筹集资金，准备买下水牛城的费尔菲尔德图书馆后改建成格罗弗·克利夫兰总统图书馆暨博物馆。

### 各类文献和书籍
- Bard, Mitchell. "Ideology and Depression Politics I: Grover Cleveland (1893–1897)" Presidential Studies Quarterly 1985 15(1): 77–88. ISSN 0360-4918
- Blodgett, Geoffrey. "Ethno-cultural Realities in Presidential Patronage: Grover Cleveland's Choices" New York History 2000 81(2): 189–210. ISSN 0146-437X when a German American leader called for fewer appointments of Irish Americans, Cleveland instead appointed more Germans
- Blodgett, Geoffrey. "The Emergence of Grover Cleveland: a Fresh Appraisal" New York History 1992 73(2): 132–168. ISSN 0146-437X covers Cleveland to 1884
- DeSantis, Vincent P. "Grover Cleveland: Another Look." Hayes Historical Journal 1980 3(1–2): 41–50. Issn: 0364-5924, argues his energy, honesty, and devotion to duty—much more than his actual accomplishments established his claim to greatness.
- Dewey, Davis R.  National Problems: 1880–1897 (1907), online edition （页面存档备份，存于）
- Doenecke, Justus. "Grover Cleveland and the Enforcement of the Civil Service Act" Hayes Historical Journal 1984 4(3): 44–58. ISSN 0364–5924
- Faulkner, Harold U. Politics, Reform, and Expansion, 1890–1900 (1959), online edition （页面存档备份，存于）
- Ford, Henry Jones. The Cleveland Era: A Chronicle of the New Order in Politics (1921), short overview online （页面存档备份，存于）
- Hoffman, Karen S. "'Going Public' in the Nineteenth Century: Grover Cleveland's Repeal of the Sherman Silver Purchase Act" Rhetoric & Public Affairs 2002 5(1): 57–77. ISSN 1094–8392
- Hirsch, Mark D. William C. Whitney, Modern Warwick (1948), biography of key political associate
- Hoffman, Karen S. "'Going Public' in the Nineteenth Century: Grover Cleveland's Repeal of the Sherman Silver Purchase Act" Rhetoric and Public Affairs 2002 5(1): 57–77. in Project MUSE （页面存档备份，存于）
- Kelley, Robert, "Presbyterianism, Jacksonianism and Grover Cleveland", "American Quarterly" 1966 18(4): 615–636. in JSTOR
- Lynch, G. Patrick "U.S. Presidential Elections in the Nineteenth Century: Why Culture and the Economy Both Mattered." Polity 35#1 (2002) pp 29–50. in JSTOR （页面存档备份，存于）, focus on election of 1884
- McElroy, Robert. Grover Cleveland, the Man and the Statesman: An Authorized Biography (1923) Vol. I, Vol. II, old fashioned narrative
- Merrill, Horace Samuel. Bourbon Leader: Grover Cleveland and the Democratic Party (1957) 228pp
- Morgan, H. Wayne. From Hayes to McKinley: National Party Politics, 1877–1896 (1969).
- Wilson, Woodrow, Mr. Cleveland as President Atlantic Monthly (March 1897): pp. 289–301 online （页面存档备份，存于）; Wilson later became president
- Cleveland, Grover. Presidential Problems. (1904) online edition （页面存档备份，存于）
- National Democratic Committee. . 1896  [2014-10-09]. （原始内容存档于2021-03-14）., handbook of the Gold Democrats, who admired Cleveland
- Sturgis, Amy H. ed. Presidents from Hayes through McKinley, 1877–1901: Debating the Issues in Pro and Con Primary Documents (2003) online edition （页面存档备份，存于）
- Wilson, William L. The Cabinet Diary of William L. Wilson, 1896–1897 (1957) online edition